# Prodrive
La Prodrive è nota soprattutto per le sue attività con la Subaru e con la Aston Martin. Con la casa giapponese la Prodrive ha collaborato per 18 anni (dal 1990 al 2008), agendone come scuderia ufficiale nel campionato del mondo rally. Il modello di maggior successo nato da questa alleanza è sicuramente la Subaru Impreza WRC, che negli anni si è aggiudicata tre mondiali piloti e tre mondiali costruttori. Con la Aston Martin, invece, l'azienda collabora fin dal 2005 e, in seguito all'acquisto della casa inglese da parte di un consorzio guidato proprio dai proprietari della Prodrive, ne è diventata a tutti gli effetti il reparto corse. Molti modelli sono usciti da questo connubio, in particolare per le competizioni endurance/gran turismo; tra questi si ricordano una versione con specifiche GT1 della Aston Martin DB9 e versioni con specifiche GT2, GT3 e GT4 della Aston Martin Vantage, oltre a un breve (e non particolarmente vincente) periodo tra i prototipi.

## Storia

### Rally

#### Primi anni
Poco dopo la sua fondazione, la scuderia ha stretto un accordo con la Porsche, preparando una versione da rally della 911 e diventando team semiufficiale del costruttore tedesco. Nel 1984 ha militato nel campionato europeo rally e nel campionato mediorientale rally, vincendo quest'ultimo. Negli anni successivi ha acquistato anche una MG Metro e una BMW M3 e ha corso nel campionato britannico rally, nel campionato francese rally, nel campionato irlandese rally e nel campionato belga rally.
Fin da subito il team inglese ha riscosso diversi successi, aggiudicandosi in particolare tre campionati britannici, due campionati mediorientali, due campionati francesi e due campionati belgi.

#### Subaru
Nel 1990 la scuderia ha stretto un accordo con la Subaru, diventandone il team ufficiale nel WRC. La prima vettura sviluppata è una Subaru Legacy con specifiche del gruppo A, che però non otterrà i successi sperati. Alla guida della vettura è stato ingaggiato Markku Alén, campione del mondo rally nel 1978. Nelle sue due stagioni con il team il pilota finlandese otterrà come migliori risultati un terzo posto al Rally di Svezia e tre quarti posti al Rally di Finlandia, al Rally di Nuova Zelanda e al Rally d'Australia. Nel campionato 1991 la scuderia ha scelto di partecipare solo ai rally su ghiaia, superficie sulla quale la sua vettura era particolarmente competitiva. Al posto di Alén sono stati ingaggiati Colin McRae e Ari Vatanen. Entrambi sono riusciti a ottenere un secondo posto come miglior risultato. Lo scozzese aveva inoltre già vinto il campionato britannico rally nel 1991 e nel 1992.
Nel 1993 la scuderia ha introdotto la sua storica livrea blu e gialla. McRae e Vatanen sono stati confermati e il primo ha inoltre avuto l'opportunità di competere a tempo pieno. Anche Markku Alén ha fatto ritorno al team come pilota part-time. Durante questa stagione McRae ha ottenuto la prima vittoria nel WRC per la Subaru al Rally di Nuova Zelanda, in quella che sarebbe stata l'ultima gara delle Legacy. Dai rally successivi, infatti, ha esordito una Impreza sempre con le specifiche del gruppo A, ottenendo tra l'altro un secondo posto all'esordio. A fine stagione McRae si è classificato quinto, mentre Vatanen si è classificato settimo. La Subaru ha invece chiuso al terzo posto in classifica costruttori. Nel 1994 è stato ingaggiato il due volte campione del mondo rally Carlos Sainz. Proprio lo spagnolo ha ottenuto la prima vittoria per la nuova Impreza al Rally dell'Acropoli. Successivamente McRae otterrà altre due vittorie, al Rally di Nuova Zelanda e al Rally di Gran Bretagna. A fine stagione Sainz si è classificato secondo, McRae quarto e la Subaru seconda tra i costruttori dietro solo alla Toyota.

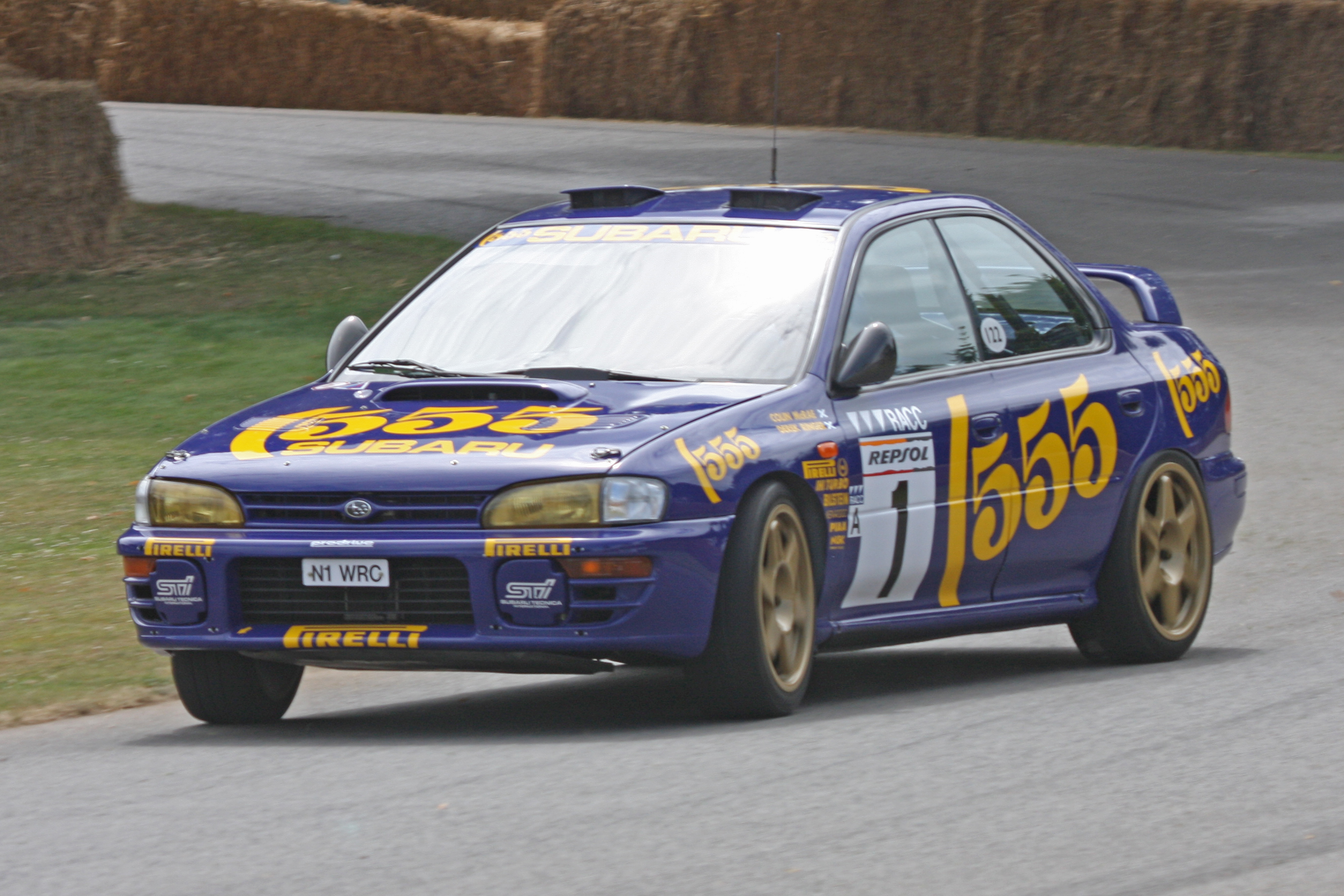
Colin McRae nel 1996

Nel 1995 sono stati confermati McRae e Sainz. La stagione si rivelerà un vero e proprio dominio Subaru. Sainz si aggiudica infatti il Rally di Montecarlo, gara d'apertura, per poi vincere anche il Rally del Portogallo, terza gara stagionale. McRae si aggiudica poi il Rally di Nuova Zelanda. Le ultime gare stagionali, il Rally di Catalogna e il Rally di Gran Bretagna, hanno visto le Subaru ottenere due triplette. In Spagna Sainz si classifica primo, McRae secondo e il pilota part-time Piero Liatti terzo. Nel rally successivo sarà invece lo scozzese a vincere, seguito dallo spagnolo e dal pilota part-time Richard Burns. Proprio la vittoria in Gran Bretagna ha permesso a McRae di aggiudicarsi il mondiale piloti, sopravanzando Sainz di 5 punti, e permettendo inoltre alla Subaru di aggiudicarsi il mondiale costruttori. A fine stagione Sainz non ha rinnovato il suo contratto con il team ed è stato ingaggiato dalla Ford.
Nel 1996 McRae è stato confermato come primo pilota e al suo fianco sono stati ingaggiati Kenneth Eriksson e Piero Liatti. Nonostante i buoni risultati, la stagione non si è rivelata vincente come la precedente. Al Rally di Montecarlo McRae arriva terzo. Alla gara successiva, il Rally di Svezia, Eriksson si classifica invece secondo. Al Rally d'Indonesia è invece Liatti a classificarsi secondo. Nelle ultime gare i risultati sono migliorati ulteriormente, con McRae che ha ottenuto tre vittorie, al Rally dell'Acropoli, al Rally di Sanremo e al Rally di Catalogna. Eriksson e Liatti hanno inoltre ottenuto diversi podi, compreso il secondo posto dell'italiano in Spagna che ha permesso al team di ottenere una doppietta. Le tre vittorie non hanno però permesso la conquista del secondo mondiale consecutivo a McRae, che si è classificato al secondo posto. Nonostante ciò la Subaru è riuscita ad aggiudicarsi il suo secondo mondiale costruttori consecutivo.
Nel 1997 sono stati confermati i tre piloti, ma Piero Liatti ha disputato solo alcune gare selezionate. In questa stagione ha inoltre esordito la nuova Impreza con le nuove specifiche WRC. Nel corso scozzese ha vinto ben cinque rally (Kenya, Francia, Italia, Australia e Gran Bretagna), ma, a causa dei numerosi ritiri accumulati nelle altre gare, si è classificato solo secondo a un punto dal campione Tommi Mäkinen. Eriksson e Liatti hanno invece vinto rispettivamente il Rally di Svezia e il Rally di Montecarlo. La Subaru è comunque riuscita ad aggiudicarsi il suo terzo mondiale costruttori consecutivo.
Nel 1998 sono stati confermati McRae e Liatti, mentre la terza vettura è stata affidata a piloti part-time. Lo scozzese ha vinto il Rally del Portogallo, il Tour de Corse e il Rally dell'Acropoli. Nonostante ciò le avverse condizioni meteorologiche e diversi problemi meccanici hanno afflitto il team, permettendo a McRae e alla Subaru di chiudere solo terzi nelle rispettive classifiche. A fine stagione lo scozzese non ha rinnovato il suo contratto con il team per firmare con la Ford. Nel 1999 sono stati ingaggiati Richard Burns, Juha Kankkunen e Bruno Thiry. A causa di diversi problemi meccanici derivati dai nuovi aggiornamenti installati sulla vettura del 1999 il team ha ottenuto risultati molto scarsi fino al Rally d'Argentina. Da qui in poi il team è arrivato sul podio in sette gare su otto, vincendo cinque gare con tre doppiette. La Subaru si è classificata seconda nel mondiale costruttori, a soli quattro punti dalla Toyota. Burns ha ottenuto tre vittorie, in Grecia, Australia e Gran Bretagna, mentre Kankkunen ne ha ottenute due nel rally d'Argentina e nel rally di Finlandia.

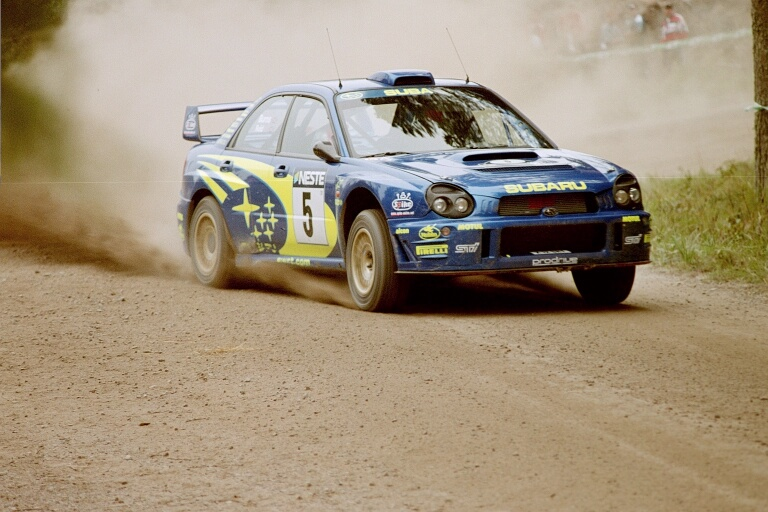
Richard Burns nel 2001

Nel 2000 sono stati confermati Burns e Kankkunen. Per le ultime gare è stato inoltre ingaggiato Petter Solberg. La Subaru si è classificata terza tra i costruttori, mentre Burns si è classificato secondo per la seconda stagione consecutiva. Nel 2001 sono stati confermati Burns e Solberg, mentre la terza vettura è stata divisa tra Markko Märtin e Toshihiro Arai. In questa stagione il team è tornato alla vittoria del mondiale piloti grazie a Burns. A fine stagione, tuttavia, l'inglese non ha rinnovato il suo contratto con il team per firmare con la Peugeot.
Nel 2002 è stato ingaggiato il quattro volte campiona del mondo rally Tommi Mäkinen. Grazie alla firma del finlandese, la scuderia si presentava ancora una volta come la favorita per la vittoria finale. Dopo la vittoria al Rally di Montecarlo, tuttavia, Mäkinen ha ottenuto numerosi ritiri. Solberg, di contro, ha ottenuto diversi podi per poi vincere la gara finale, il Rally di Gran Bretagna, che gli ha permesso di classificarsi secondo nel mondiale piloti. I due sono stati confermati anche per il 2003. Nonostante il pessimo avvio di stagione, Solberg ha poi ottenuto quattro vittorie nei rally di Cipro, Nuova Zelanda, Francia e Rally di Gran Bretagna, che gli permetteranno di aggiudicarsi il mondiale piloti per un solo punto. Questo sarà però l'ultimo mondiale vinto dalla Prodrive e dalla Subaru, in quanto dalla stagione successiva si aprirà l'era di Sébastien Loeb e della Citroën.
Nel 2004, in seguito al ritiro di Mäkinen, avrebbe inizialmente dovuto fare ritorno al team Burns. A causa dei problemi di salute, l'inglese ha dovuto tuttavia rinunciare e al suo posto è stato ingaggiato Mikko Hirvonen. La Subaru si è classificata terza nel mondiale costruttori, mentre Solberg, nonostante i cinque rally vinti (Nuova Zelanda, Grecia, Italia, Giappone e Gran Bretagna) si è classificato solo secondo. Nel 2005 Hirvonen non è stato confermato e al suo posto è stato ingaggiato Chris Atkinson. Solberg si è aggiudicato il Rally di Svezia, il Rally del Messico e il Rally di Gran Bretagna, classificandosi ancora una volta secondo. La Subaru si è invece classificata quarta nel mondiale costruttori.
Nel 2006 sono stati confermati Solberg e Atkinson, che si è diviso la sua vettura con Stéphane Sarrazin. A causa di alcune modifiche al regolamento tecnico, la vettura del 2006 si è rivelata poco competitiva. Solberg si è dovuto ritirare per problemi meccanici nei primi due rally stagionali, portando a casa i primi punti solo al Rally del Messico, dove si classifica secondo. Gli scarsi risultati sono costati le dimissioni del direttore del team David Lapworth, che è stato sostituito da Paul Howarth. Il norvegese otterrà altri tre podi al Rally d'Argentina, al Rally d'Australia e al Rally di Gran Bretagna, che gli garantiranno solo il sesto posto nel mondiale piloti. La Subaru si classifica invece terza nel mondiale costruttori. Questa stagione è ritenuta una delle peggiori nella storia della Prodrive e della Subaru, con il team che non ha ottenuto neanche una vittoria per la prima volta dopo 13 anni.
Nel 2007 sono stati confermati Solberg e Atkinson. L'australiano ha ottenuto un quarto posto al Rally di Montecarlo, mentre il norvegese si è classificato secondo al Rally del Portogallo, in seguito alla squalifica delle Ford. Solberg riuscirà poi a ottenere un podio anche al Rally dell'Acropoli. Dopo la pausa estiva è stato ingaggiato lo spagnolo Xavier Pons su una terza vettura. Le restanti gare saranno ancora caratterizzate da problemi di varia natura, che impediranno al team di ottenere risultati di rilievo. Solberg e Atkinson si classificano rispettivamente quinto e settimo nel mondiale piloti, mentre la Subaru si classifica nuovamente terza. Per la seconda stagione consecutiva il team non ha vinto nemmeno un rally.

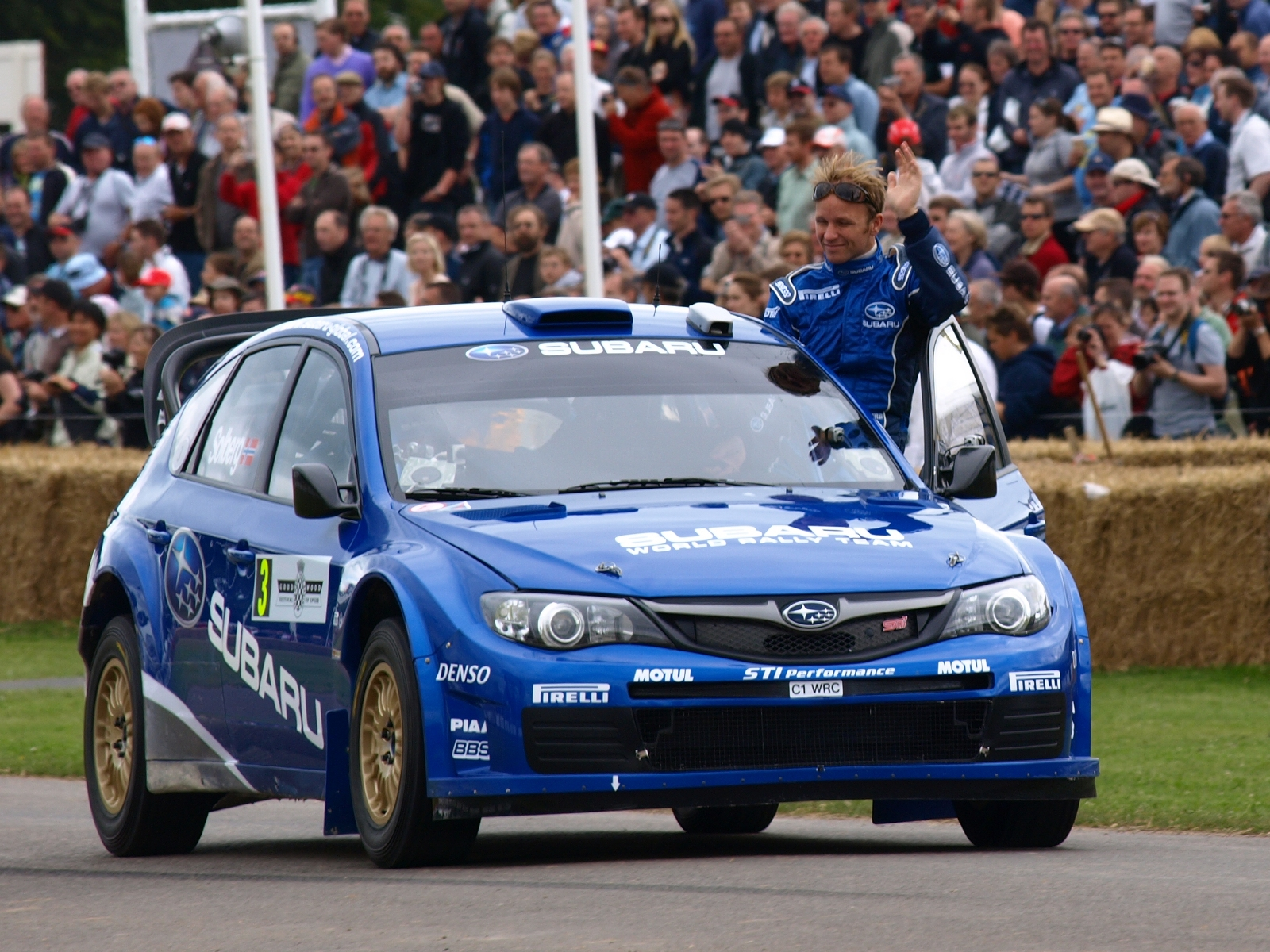
Petter Solberg nel 2008

Nel 2008 ha esordito una nuova versione della Impreza WRC basata sulla nuova generazione stradale della vettura. Solberg e Atkinson sono stati confermati per la quarta stagione consecutiva. La nuova vettura ha ottenuto il suo primo podio all'esordio stagionale al Rally di Montecarlo. Dopo i primi due rally, disputati sulla neve, la vettura è stata sottoposta a lunghe sessioni di test per prepararla ai rally su ghiaia. Al Rally del Messico Atkinson ha si è classificato secondo, ottenendo il suo miglior risultato in carriera. L'australiano bisserà il suo risultato al Rally d'Argentina, sfruttando però il ritiro di Solberg. Se il norvegese non si fosse ritirato, la Subaru avrebbe ottenuto un doppio podio per la prima volta dopo cinque anni. Atkinson ottiene poi il suo terzo podio consecutivo al Rally di Giordania, seguito da un podio di Solberg al Rally dell'Acropoli. Solberg otterrà poi un quarto podio al Rally di Finlandia, che sarà l'ultimo sia per il pilota sia per la Subaru. Solberg e Atkinson si classificano rispettivamente sesto e quinto nel mondiale piloti, ancora una volta lontani dalle posizioni di testa, mentre la Subaru si classifica terza nel mondiale costruttori.
Il 16 dicembre 2008 la Subaru ha annunciato il ritiro dal WRC a causa dei problemi economici derivati dalla crisi economica globale e degli scarsi risultati degli ultimi anni, interrompendo la sua alleanza con la Prodrive dopo 18 anni. Il sodalizio anglo-giapponese ha conquistato tre mondiali piloti e tre mondiali costruttori.

#### Mini

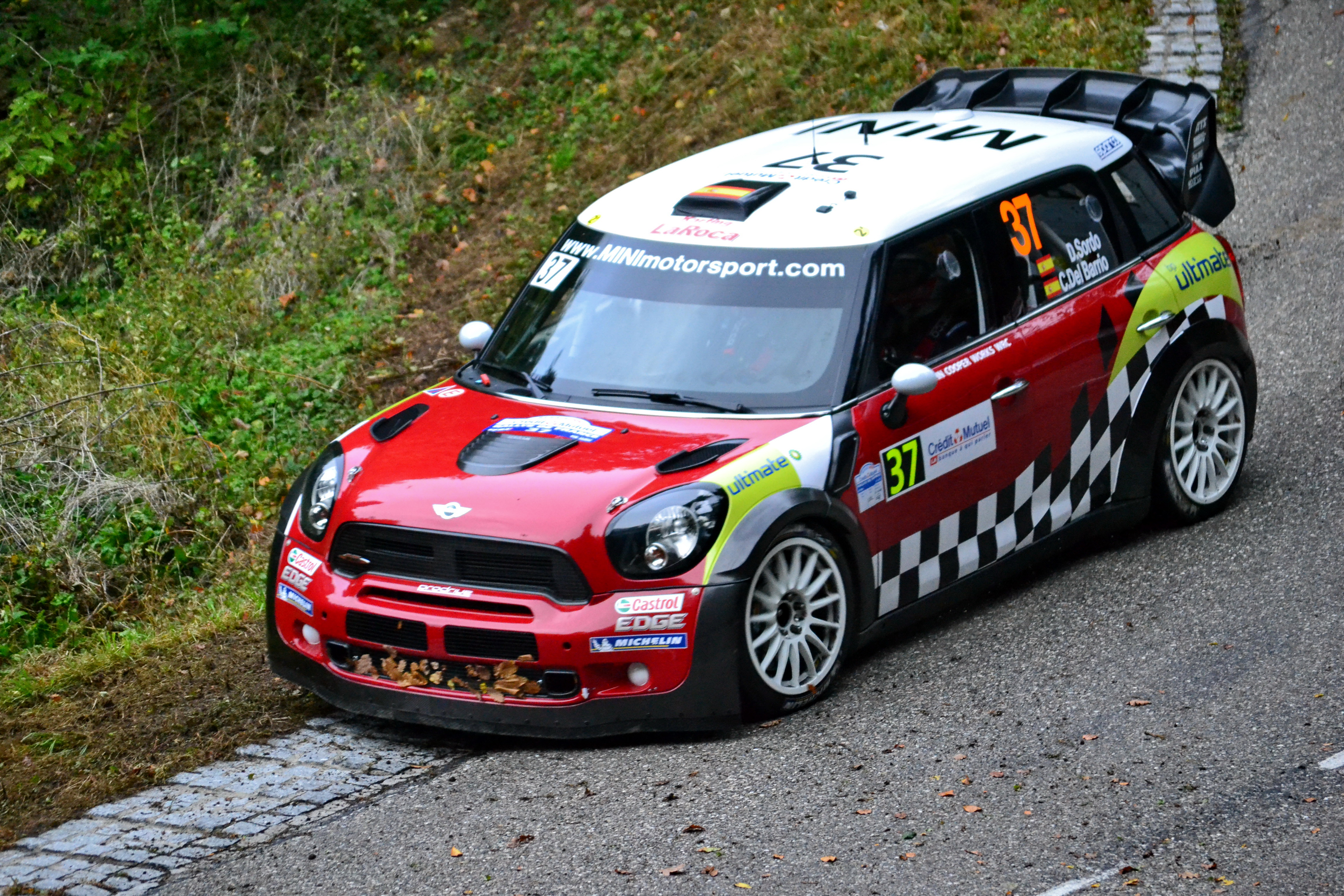
Dani Sordo nel 2012

In seguito al ritiro della Subaru, la Prodrive ha incominciato a lavorare sullo sviluppo di una vettura generica basata sulle specifiche che sarebbero state introdotte nel WRC a partire dal 2011. Nel 2009 sono incominciate le trattative con la BMW, spingendo la Prodrive a rinunciare all'iscrizione in Formula 1 per concentrarsi sullo sviluppo della vettura per il WRC. Il 27 luglio 2010 è stato ufficializzato l'accordo tra Prodrive e Mini (marchio di proprietà della BMW) per lo sviluppo della Mini John Cooper Works WRC. La Prodrive sarebbe diventata il team ufficiale Mini e avrebbe esordito nel WRC nel 2011 in alcune gare selezionate, per poi correre a tempo pieno a partire dal 2012.
Per la stagione 2011 sono stati ingaggiati Dani Sordo, ex pilota ufficiale Citroën, e Kris Meeke. Come detto, durante questa stagione la vettura ha preso parte solo ad alcune gare selezionate. I due migliori risultati sono stati un secondo posto al Tour de Corse e un terzo posto al Rally di Germania, entrambi grazie a Sordo. A causa di alcuni contrasti di natura finanziaria tra Prodrive e BMW, la casa tedesca ha deciso di rescindere il suo contratto con la scuderia inglese. Questo ha costretto la Prodrive ha ridimensionare pesantemente il suo programma, iscrivendo una sola vettura ad alcuni rally selezionati (affidata a Sordo) e a ingaggiare sulla seconda vari piloti paganti. Il miglior risultato nel corso di questa stagione è stato il secondo posto al Rally di Montecarlo di Sordo. Al termine della stagione il team ha venduto le Mini ancora di sua proprietà e si è ritirata nuovamente dal WRC.

#### Volkswagen
Dal 2014 al 2019, la Prodrive ha costruito per conto della Volkswagen una Golf per il campionato cinese rally. La vettura, portata in pista dal FAW-VW Rally Team, si è aggiudicata tre titoli piloti e tre titoli costruttori. Il programma è terminato nel 2019, in seguito alla decisione del costruttore tedesco di cancellare tutti i programmi sportivi che prevedessero l'utilizzo di motori termici.

### Rallycross
Nel 2013 la scuderia ha sviluppato una versione da rallycross della Mini Countryman, strettamente derivata da quella già impiegata nel WRC. La vettura ha esordito nel campionato globale rallycross nella gara di Monaco, ottenendo subito una vittoria. Le due vetture prodotte sono state poi vendute alla JRM Racing e hanno corso nel campionato del mondo rallycross nel 2015 e nel 2016, senza però ottenere risultati degni di nota.
Nel febbraio 2017 la Prodrive ha annunciato l'intenzione di sviluppare una versione da rallycross della Renault Mégane. Le due vetture costruite sono state vendute alla GC Kompetition e hanno esordito nel WRX nel 2018. Come migliori risultati la Mégane ha ottenuto un terzo posto in Svezia e un quinto posto in Portogallo, senza però dimostrarsi all'altezza delle Volkswagen, delle Audi e delle Peugeot ufficiali. Al termine della stagione la GC Kompetition ha stretto un accordo con la FORS Performance per proseguire lo sviluppo della vettura, decretando quindi il disimpegno della Prodrive.

### Rally raid

#### Bahrain Raid Xtreme
Il 5 febbraio 2020 la Prodrive ha annunciato l'intenzione di progettare un nuovo prototipo per partecipare al Rally Dakar a partire dal 2021 in collaborazione con lo stato del Bahrein, che si è occupato di finanziare il progetto. Il successivo 15 giugno è stato ufficialmente presentato il nuovo fuoristrada, denominato BRX Hunter, dotato di trazione integrale e un motore a benzina di 3,5 litri alimentato con carburante sintetico. Poche settimane dopo sono stati annunciati gli ingaggi di Nani Roma, già due volte vincitore della competizione, e Sébastien Loeb, nove volte campione del mondo rally. Alla loro prima Dakar le vetture britanniche sono incappate in numerosi problemi di affidabilità. Loeb, in particolare, ha subito diversi guasti che lo hanno infine costretto al ritiro. Roma, invece, si è classificato al quinto posto finale.
In vista della Dakar 2022, accanto ai due piloti della stagione precedente, è stata schierato schierato un terzo fuoristrada affidato al veterano argentino Orlando Terranova. Nel corso della competizione gli Hunter si sono dimostrati nettamente più competitivi, con Loeb che si è imposto nel gruppo di testa fin dalle prime tappe. Alla fine l'alsaziano si è dovuto accontentare del secondo posto finale, alle spalle della Toyota ufficiale di Nasser Al-Attiyah. Anche Terranova ha ottenuto un ottimo piazzamento, chiudendo ai piedi del podio con una tappa vinta. Roma, invece, si classifica solo 52° a causa di vari problemi. Gli Hunter hanno poi preso parte alle restanti gare del campionato del mondo rally raid, aggiudicandosi il Rally di Andalusia grazie a Loeb.
Nel 2023 sono stati confermati Loeb e Terranova, mentre Roma non ha potuto partecipare per problemi di salute. Sono state inoltre vendute due Hunter a team clienti. Loeb si è dimostrato ancora una volta uno dei piloti più competitivi, aggiudicandosi sei tappe consecutive nella seconda parte di gara. Alcuni problemi sostenuti nella prima parte della competizione lo hanno tuttavia costretto ad accontentarsi del secondo posto, ancora una volta dietro a Nasser Al-Attiyah. Terranova è stato invece costretto al ritiro a causa di un infortunio subito dopo un incidente. Le vetture inglesi prenderanno poi parte a diverse prove del campionato del mondo rally raid, senza però ottenere risultati degni di nota.
Nel 2024, in vista dell'impegno con Dacia, è stato ingaggiato il cinque volte vincitore della Dakar Nasser Al-Attiyah, accanto al confermato Loeb. Le Hunter clienti sono inoltre diventate quattro. Le vetture della Prodrive, date come grandi favorite ai nastri di partenza, non sono riuscite però ad ottenere l'agognato successo. Al-Attiyah, dopo diversi problemi tecnici, si è ritirato al termine della nona tappa. Loeb si è invece reso protagonista di un acceso duello con l'Audi ufficiale di Carlos Sainz, ma è stato infine costretto ad accontentarsi del secondo anno per il terzo anno consecutivo. 

#### Dacia
Il 3 luglio 2023 è stato annunciato che a partire dal Rally Dakar 2025 Prodrive sarebbe divenuta la scuderia ufficiale Dacia. Contestualmente sono stati annunciati i tre piloti: Nasser Al-Attiyah, Sébastien Loeb e Cristina Gutiérrez. Il 30 gennaio 2024 è stata presentata la Dacia Sandrider, modello derivato dal'Hunter ma equipaggiato con un motore totalmente nuovo alimentato con carburante sintetico. 

### Endurance

#### Ferrari

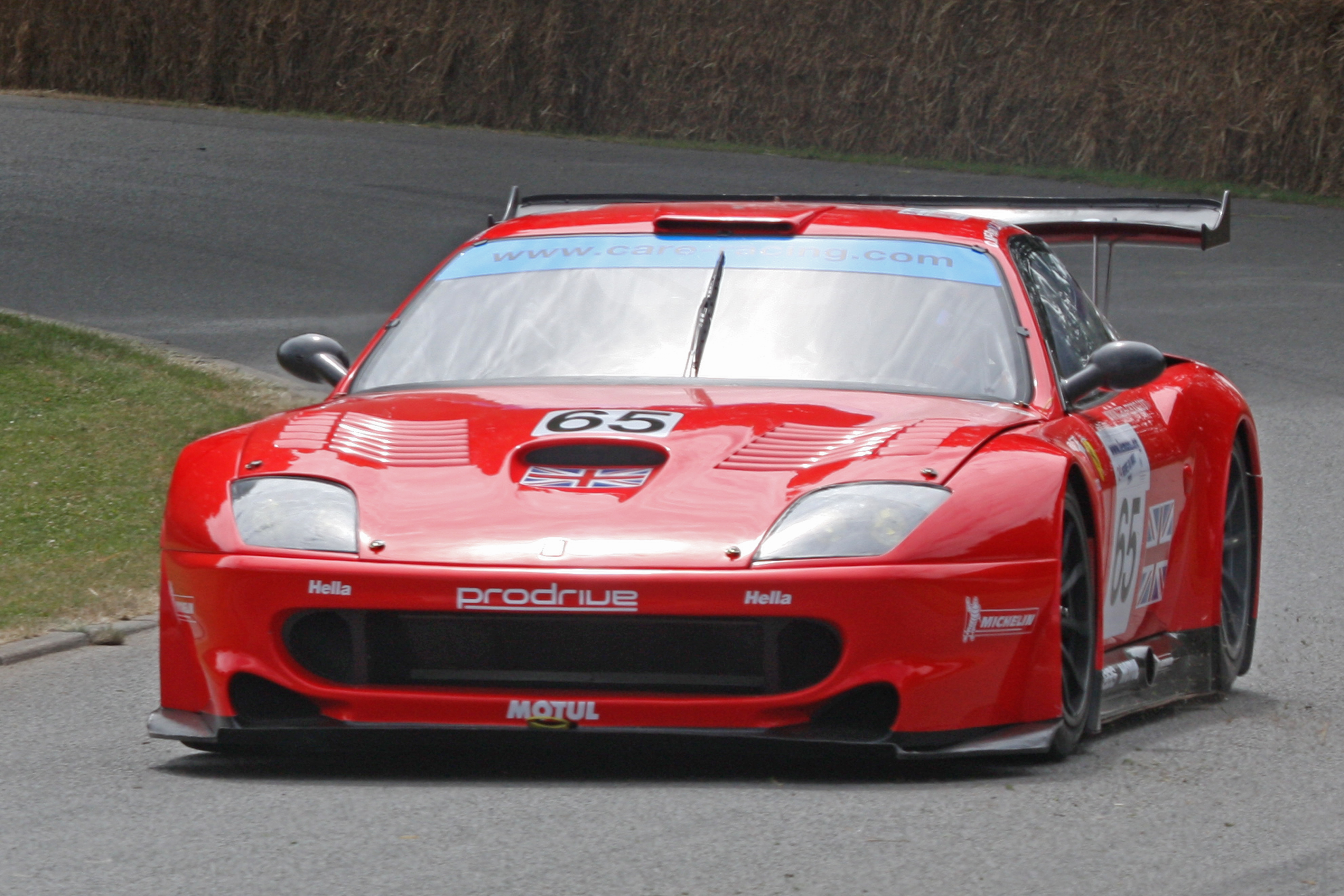
Ferrari 550 GTS

Nel 2001 la Prodrive ha presentato una versione con specifiche GTS della Ferrari 550 Maranello costruita su commissione della Care Racing, esordendo così nelle competizioni endurance. Inizialmente denominata 550 GTO per poi essere rinominata 550 GTS, la vettura è stata progettata e costruita senza il supporto della Ferrari. Negli anni successivi verranno prodotte un totale di 10 vetture, alcune delle quali saranno portate in pista dalla Prodrive stessa, mentre altre verranno vendute a scuderie private. Nel 2001 la vettura, portata in pista dalla Prodrive, ha esordito nel campionato FIA GT e nelle American Le Mans Series per portare a termine il suo sviluppo. Fin dal primo anno ha ottenuto ottimi risultati, vincendo le gare all'A1-Ring e a Jarama e ottenendo un podio al Nürburgring.
Nel 2002 la scuderia ha scelto di concentrarsi sulle American Le Mans Series con un programma parziale per una delle sue vetture. La 550 GTS ha esordito alla 12 Ore di Sebring, ottenendo il sesto posto di classe. È poi tornata per le ultime gare stagionali, ottenendo una vittoria di classe a Laguna Seca, un terzo posto di classe a Miami e un secondo posto di classe alla Petit Le Mans. Lo stesso anno è inoltre arrivato l'esordio alla 24 Ore di Le Mans, dove la vettura si è qualificata in pole position e ha guidato la gara per poco più di 12 ore, prima di ritirarsi per un incendio. Nel campionato FIA GT, invece, hanno corso tre 550 GTS vendute ad alcune scuderie private. In questo campionato la vettura ha ottenuto ottimi risultati, vincendo le gare a Jarama, Anderstorp e Oschersleben. La migliore 550 GTS è stata quella della BMS Scuderia Italia, che si è classificata quarta assoluta.
Nel 2003, visti gli ottimi risultati ottenuti nella stagione precedente, la Prodrive ha scelto di iscriversi con un programma a tempo pieno alle American Le Mans Series con due vetture. Anche in questa stagione i risultati sono stati ottimi; la vettura ha infatti ottenuto diversi podi di classe nel corso della stagione e le vittorie di classe a Road America, Laguna Seca, Miami e alla Petit Le Mans. Questi risultati hanno permesso alla Prodrive di ottenere il secondo posto assoluto di classe al termine della stagione. Il risultato migliore della stagione (e probabilmente in assoluto della 550 GTS) arriva però alla 24 Ore di Le Mans, dove la Prodrive, iscritta con due vetture, ottiene la pole position di classe e riesce poi ad aggiudicarsi la vittoria di classe della prestigiosa gara francese. Era dal 1974 che una Ferrari non si aggiudicava un titolo di classe a Le Mans. Ottimi risultati sono arrivati anche dal campionato FIA GT, dove le due 550 GTS, nei colori della BMS Scuderia Italia, dominano letteralmente il campionato, vincendo 8 gare su 10 e aggiudicandosi il primo e il secondo posto in classifica piloti e il primo posto in classifica scuderie.
A fine 2003, visti gli ottimi risultati ottenuti dalla 550 GTS, la Ferrari ha deciso di costruire una versione con specifiche GTS del suo nuovo modello, la 575M Maranello, che però non otterrà mai risultati paragonabili a quelli della vettura della Prodrive. Contemporaneamente la scuderia inglese ha stretto un accordo con la Aston Martin, diventandone la scuderia ufficiale nelle competizioni endurance e chiudendo così il progetto della 550 GTS. L'ultima apparizione della vettura nei colori della Prodrive risale alla 24 Ore di Le Mans del 2004, dove ha ottenuto il terzo e il quarto posto di classe. Nonostante ciò la vettura continuerà a essere utilizzata da varie scuderie private fino al 2007, aggiudicandosi due Le Mans Series e un campionato FIA GT.

#### Aston Martin

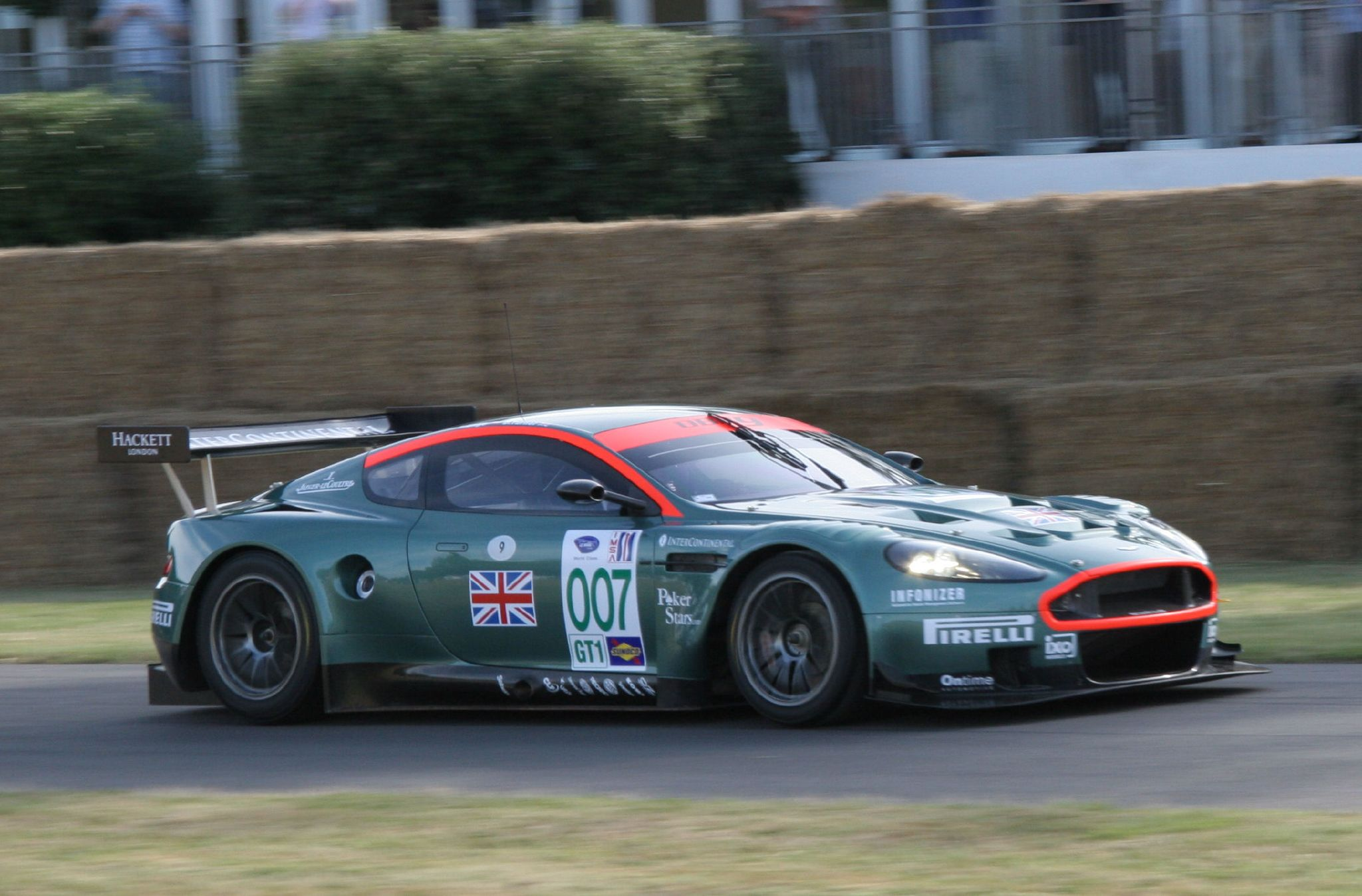
Aston Martin DBR9

Nel corso del 2004, la Prodrive ha sviluppato la Aston Martin DBR9, una versione con specifiche GT1 della Aston Martin DB9. La vettura ha fatto il suo esordio a inizio 2005 nella 12 Ore di Sebring, ottenendo il primo posto di classe e il quarto posto assoluto, dietro solo ai prototipi di classe LMP1. Successivamente ha disputato la 24 Ore di Le Mans, ottenendo il terzo posto di classe. In seguito è stata poi riportata in America per disputare le ultime gare delle American Le Mans Series. Da fine 2005 è iniziata la produzione della DBR9 per le scuderie private. La Prodrive ha continuato ha competere ufficialmente nelle American Le Mans Series e alla 24 Ore di Le Mans, fornendo invece supporto ai suoi clienti in campionati come le Le Mans Series e il campionato FIA GT nei quali non era permessa la partecipazione ai team ufficiali.
Nel 2006 la Prodrive si è iscritta a tempo pieno alle American Le Mans Series con due vetture. Nel corso della stagione ha battagliato regolarmente con le Corvette ufficiali per la leadership nella classe GT1, vincendo a Lime Rock Park, al Miller Motorsports Park, a Mosport Park, alla Petit Le Mans e a Laguna Seca. A fine stagione la Prodrive si è classificata seconda a soli quattro punti dalla Corvette Racing. Anche alla 24 Ore di Le Mans le DBR9 della Prodrive vengono battute dalle Corvette, classificandosi seconda e quinta di classe. Le vetture hanno anche corso nei colori di varie scuderie private nel campionato FIA GT e nelle Le Mans Series; in quest'ultimo campionato, in particolare, la classe GT1 è stata vinta dalla Larbre Compétition, scuderia cliente della Prodrive.
Nel 2007 la Aston Martin, precedentemente di proprietà della Ford, è stata acquistata da un consorzio guidato da David Richards, proprietario della Prodrive, che di conseguenza è diventata a tutti gli effetti il reparto corse della casa inglese. Nello stesso anno la Prodrive ha scelto di disimpegnarsi dalle American Le Mans Series e di correre ufficialmente solo alla 24 Ore di Le Mans. Durante questa stagione le Aston Martin DBR9 sono riuscite finalmente a imporsi anche nella prestigiosa gara francese, ottenendo la vittoria e il quarto posto di classe. Una DBR9 della Larbre Compétition, inoltre, si è classificata terza di classe. Diverse DBR9 private hanno inoltre corso nel campionato FIA GT, nelle Le Mans Series e nelle American Le Mans Series, ottenendo alcune vittorie.

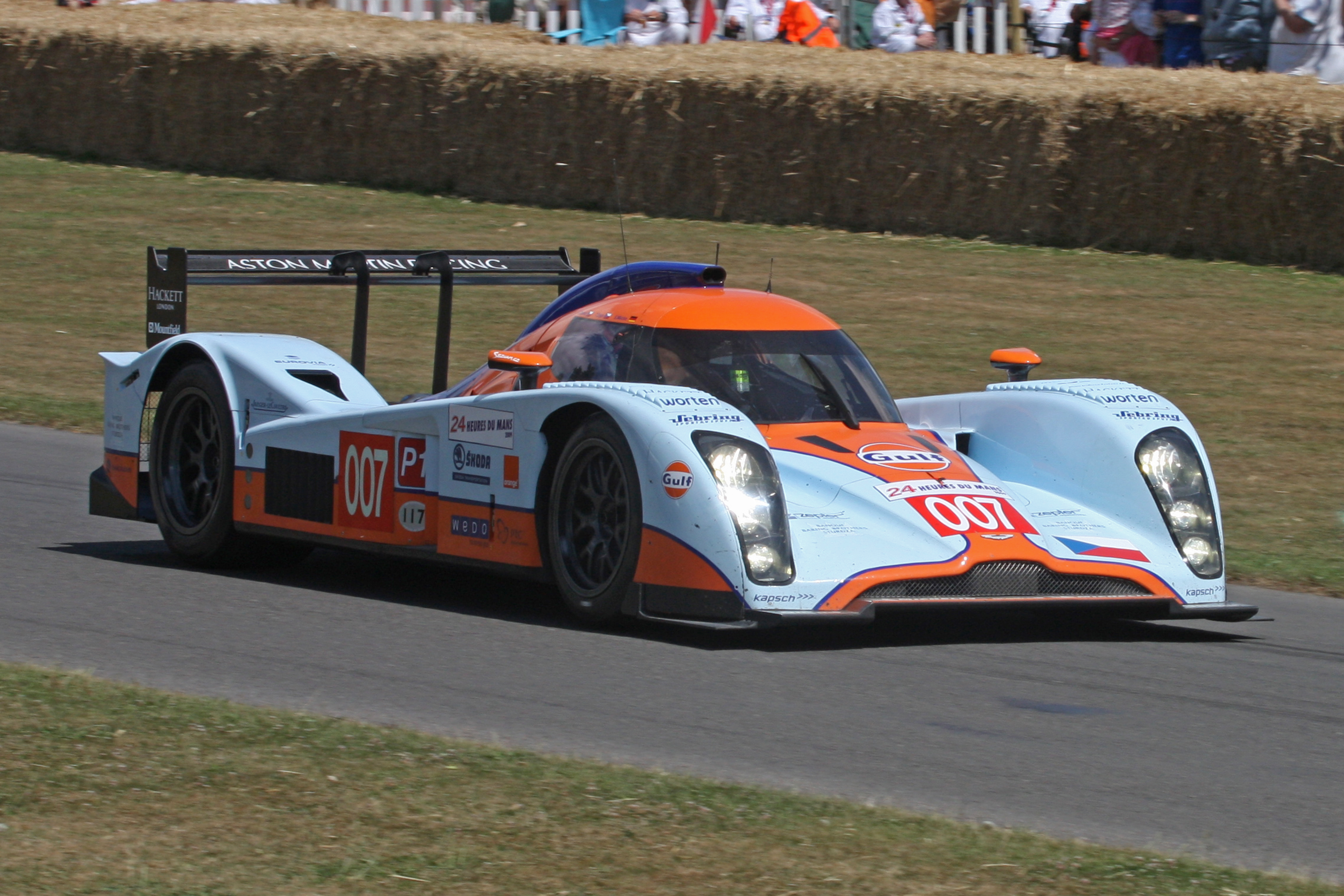
Lola-Aston Martin B09/60

Nel 2008 la Prodrive ha annunciato l'intenzione di entrare anche tra i prototipi (nella classe LMP1), producendo un nuovo motore Aston Martin che è stato montato su una Lola B08/60 portata in pista dalla Charouz Racing System. La vettura, iscritta alla classe LMP1 delle Le Mans Series, si è però dimostrata decisamente meno competitiva delle Audi e delle Peugeot ufficiali, classificandosi quinta al termine del campionato. Alla 24 Ore di Le Mans la Lola motorizzata Aston Martin si è classificata solo nona di classe e assoluta; maggior fortuna hanno invece avuto le DBR9, che hanno vinto la classe GT1 per il secondo anno consecutivo classificandosi prima e quarta. Come negli anni precedenti, inoltre, diverse DBR9 private hanno corso nel campionato FIA GT, nelle Le Mans Series e nelle American Le Mans Series, ottenendo alcune vittorie. Durante l'anno è stata inoltre presentata una nuova vettura da corsa, una versione con specifiche GT2 della Aston Martin V8 Vantage.
Nel 2009 la Prodrive ha scelto di concentrarsi sul suo programma nella classe LMP1 con la nuova Lola-Aston Martin B09/60. La DBR9 e la Vantage GT2 sono state invece riservate per la vendita a scuderie private. Accanto alla vettura della Charouz Racing System, ne sono state schierate altre due portate in pista dalla Prodrive stessa, destinate però a un ruolo di supporto a quella del team ceco. Nelle Le Mans Series, complici i ritiri di Audi e Peugeot, la Lola-Aston Martin si è ritrovata improvvisamente favorita per la vittoria finale. Con due vittorie, un secondo posto e due terzi posti in cinque gare, la vettura, nei colori della Charouz Racing System si è facilmente aggiudicata il primo posto, davanti a una serie di prototipi privati. Diverso è il discorso per la 24 Ore di Le Mans, dove erano presenti anche Audi e Peugeot. Qui la Lola-Aston Martin si classifica solo quarta, ben lontana dalle rivali.
Nel 2010 la Signature ha sostituito la Charouz Racing System come team di riferimento Aston Martin, sempre supportata da due vetture Prodrive. Nelle Le Mans Series la Lola-Aston Martin non è tuttavia riuscita a bissare il successo dell'anno precedente, classificandosi seconda dietro a una Peugeot 908 HDi privata. Anche alla 24 Ore di Le Mans le cose non sono andate meglio: sia le Peugeot sia le Audi si sono dimostrate nettamente superiori. Due delle tre Lola-Aston Martin sono state costrette al ritiro, mentre l'unica superstite si classifica sesta assoluta.

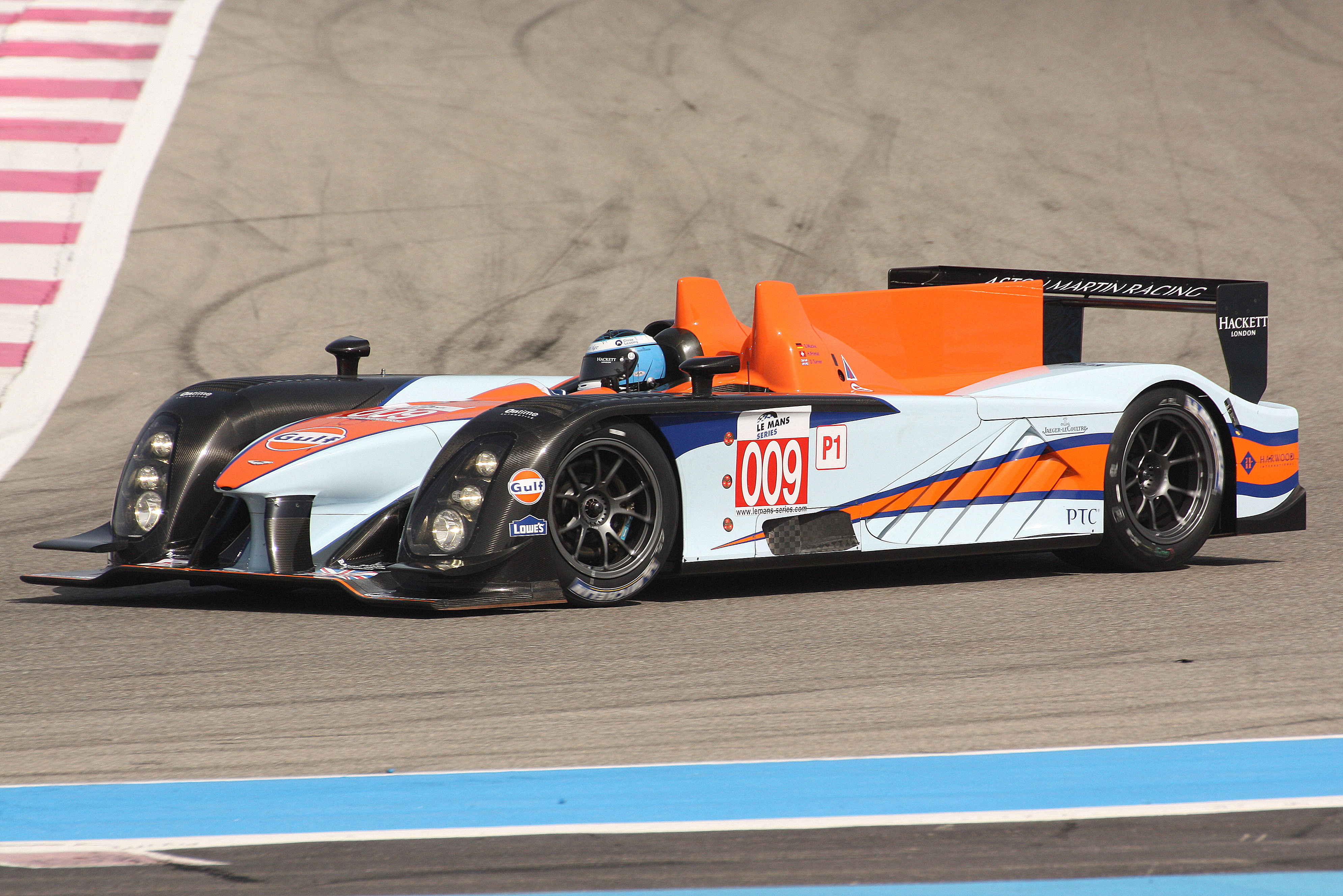
Aston Martin AMR-One

Nel 2011, in seguito a un cambio nel regolamento tecnico per i prototipi, è stata presentata una nuova vettura interamente progettata dalla Prodrive, la Aston Martin AMR-One. La scuderia ha inoltre scelto di ritirarsi dalle Le Mans Series per iscriversi all'Intercontinental Le Mans Cup. Il nuovo prototipo, tuttavia, ha mostrato gravissimi problemi di competitività. Alla 24 Ore di Le Mans, per esempio, le due AMR-One, già ampiamente lontane dagli altri prototipi durante le qualifiche, sono state entrambe costrette al ritiro dopo pochi giri. La situazione è diventata critica a tal punto che per le ultime gare stagionali è stato scelto di tornare alla vecchia Lola-Aston Martin. A fine stagione inoltre, in seguito all'abolizione del gruppo GT1, la DBR9 è stata ufficialmente discontinuata.
A inizio 2012, visti gli scarsi risultati ottenuti negli anni precedenti, la scuderia ha cessato lo sviluppo della AMR-One e ha scelto di concentrarsi sulle vetture GT. Poco dopo ha presentato la Aston Martin V8 Vantage GTE, una evoluzione della Vantage GT2. Con la nuova vettura la scuderia si è iscritta al campionato del mondo endurance nella classe LMGTE Pro. Trovatasi a competere contro Ferrari e Porsche, la nuova vettura ha ottenuto buoni risultati, salendo diverse volte sul podio diverse volte e vincendo la gara finale a Shanghai. Al termine della stagione la scuderia si è classificata seconda.
Nel 2013 il programma nel WEC è stato esteso, con l'iscrizione di tre vetture in classe LMGTE Pro e due vetture in classe LMGTE Am. La vettura si è ancora una volta scontrata con Ferrari e Porsche, ottenendo vittorie alla 6 Ore di Silverstone, alla 6 Ore del circuito delle Americhe, alla 6 Ore del Fuji, alla 6 Ore di Shanghai e alla 6 Ore del Bahrain. Alla 24 Ore di Le Mans, invece, dopo essersi qualificata prima, seconda e quinta di classe, la Vantage GTE ottiene un terzo posto di classe e due ritiri. Non vanno meglio le cose il classe LMGTE Am: qui arrivano un sesto posto di classe e un ritiro. A fine stagione la Vantage GTE si è ancora una volta dovuta accontentare del secondo posto dietro la Ferrari in LMGTE Pro, riuscendo però a vincere la classe LMGTE Am grazie a Jamie Campbell-Walter e Stuart Hall.

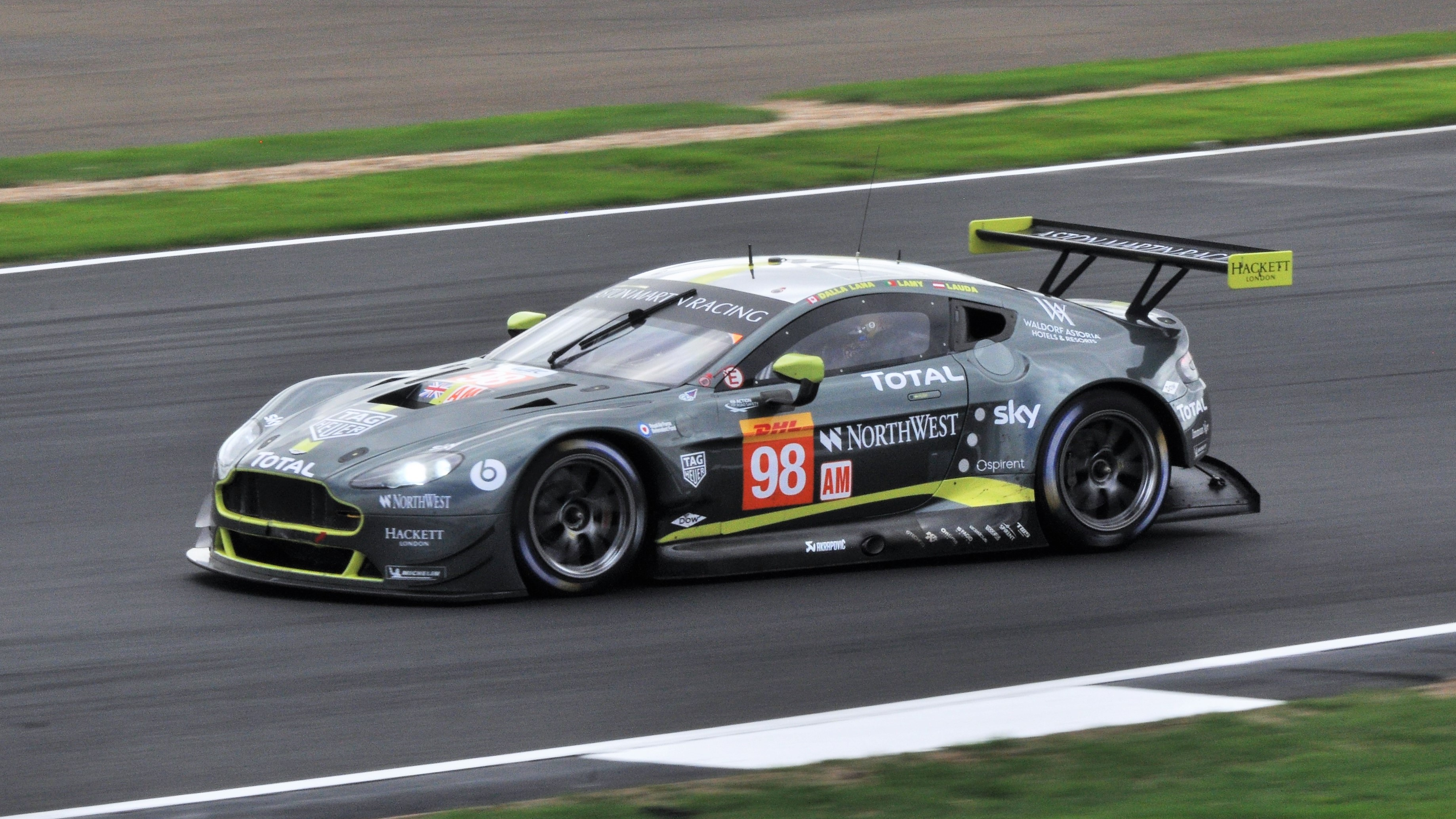
Aston Martin Vantage GTE

Nel 2014 la scuderia si è iscritta con due vetture in classe LMGTE Pro e due vetture in classe LMGTE Am. Le vetture hanno ottenuto solo due vetture in LMGTE Pro, al circuito delle Americhe e a Interlagos, mentre, con sette vittorie in otto gare, hanno dominato la classe LMGTE Am. A Le Mans le Vantage GTE hanno ottenuto un sesto posto di classe e un ritiro in LMGTE Pro, mentre in LMGTE Am sono arrivati la vittoria di classe (la prima dopo diversi anni) e il sesto posto di classe. A fine stagione la migliore Aston Martin in LMGTE Pro si è classificata sesta, mentre la seconda era abbondantemente sopra il decimo posto. In LMGTE Am, invece, le vetture hanno dominato la classe, classificandosi prima e seconda.
Nel 2015 sono state iscritte tre vetture in LMGTE Pro e due vetture in LMGTE Am. Nella prima classe ha ottenuto una sola vittoria, alla 6 Ore di Spa, mentre in LMGTE Am ne sono arrivate tre, alla 6 Ore di Silverstone, alla 6 Ore di Spa e alla 6 Ore del Bahrain. A Le Mans le vetture inglesi hanno ottenuto un quarto posto, un sesto posto e un ritiro in LMGTE Pro e due ritiri in LMGTE Am. A fine stagione sono arrivati un settimo e un ottavo posto in LMGTE Pro e un terzo e un nono posto in LMGTE Am.
Nel 2016 sono state iscritte due vetture in LMGTE Pro e una (più una part-time) in LMGTE Am. Durante questa stagione, inoltre, accanto a Ferrari e Porsche, ha esordito un nuovo concorrente, ovvero Ford. In LMGTE Pro le vetture inglesi hanno vinto in Messico, al circuito delle Americhe e in Bahrain. In LMGTE Am, invece, hanno ottenuto ben cinque vittorie in nove gare. A Le Mans sono arrivati un quinto e un sesto posto di classe in LMGTE Pro e un settimo posto di classe in LMGTE Am. Nonostante le due sole vittorie, la Vantage GTE di Nicki Thiim e Marco Sørensen è riuscita ad aggiudicarsi il primo titolo LMGTE Pro per Aston Martin, mentre la seconda vettura si è classificata sesta. In LMGTE Am, invece, l'unica Vantage iscritta si classifica terza.
Nel 2017 sono state iscritte due vetture in LMGTE Pro e una il LMGTE Am. Le due vetture hanno ottenuto una vittoria a testa in LMGTE Pro, mentre in LMGTE Am ne sono arrivate ben quattro. A Le Mans il 2017 si rivelerà uno degli anni migliori per le Vantage GTE. Le tre vetture infatti, dopo essersi qualificate al primo e al terzo posto in LMGTE Pro e al secondo posto LMGTE Am, si classificano al primo e al quinto posto di classe in LMGTE Pro, vincendo la classe per la prima volta nel WEC, mentre quella iscritta in LMGTE Am si classifica quarta di classe. Nonostante la vittoria a Le Mans le due vetture inglesi si classificano sesta e settima in LMGTE Pro, mentre quella in LMGTE Am vince nuovamente la classe.
Nel 2018, a causa dei pochi partecipanti alla classe LMP1, il WEC è stato unificato in un'unica superstagione 2018-2019. Lo stesso anno ha esordito un'evoluzione della Vantage GTE, denominata Aston Martin Vantage AMR e basata sulla nuova generazione stradale della Vantage. Nello stesso anno la classe LMGTE Pro ha visto l'ingresso di un nuovo concorrente, la BMW. Nonostante il debutto del nuovo modello, le vetture britanniche si sono classificate solo all'ottavo e al nono posto finale. Non molto diverso è il risultato in LMGTE Am della vecchia generazione della vettura, che ottiene l'ottavo posto finale. Scarsi sono anche i risultati a Le Mans sia nel 2018 che nel 2019 dove l'unico risultato degno di nota è un quarto posto di classe in LMGTE Pro.
La stagione 2019-2020 ha visto i ritiri della Ford e della BMW, sancendo così il ritorno a tre costruttori ufficiali nella classe LMGTE. Nonostante ciò le Vantage riescono a ottenere risultati straordinari, dominando la classe LMGTE Pro per tutta la stagione e classificandosi al primo e al secondo posto finale. Meno positivi sono invece i risultati in LMGTE Am, dove l'unica vettura inglese si classifica al settimo posto. Molto positivi sono anche i risultati a Le Mans, con un primo e un terzo posto di classe in LMGTE Pro e un settimo in LMGTE Am.

### Formula 1
Nel 2002 la Prodrive ha firmato un contratto quinquennale per la gestione della BAR, scuderia militante in Formula 1. Questo è stato possibile grazie alla già solida relazione con la British American Tobacco, azienda proprietaria della BAR, che già sponsorizzava le Subaru Impreza nel WRC. Le prime due stagioni non sono state affatto positive; anche a causa dei numerosi ritiri, infatti, le monoposto inglesi si sono piazzate quasi sempre nella metà bassa della classifica, senza ottenere risultati degni di nota. Nel 2004, tuttavia, la scuderia ha visto un improvviso exploit, classificandosi costantemente ai primi posti e terminando la stagione seconda in classifica costruttori, dietro solo alla Ferrari. A fine stagione, nonostante la migliore annata nella storia della BAR, il contratto con la Prodrive è stato rescisso in anticipo in quanto la scuderia è stata ceduta alla Honda.
Il 28 aprile 2006 la Prodrive ha ufficialmente ottenuto dalla FIA l'autorizzazione all'iscrizione alla Formula 1 a partire dalla stagione 2008, battendo la concorrenza della Carlin Motorsport, della Direxiv e di scuderie guidate dagli ex proprietari della Minardi, della BAR e della Jordan Grand Prix. Nel novembre 2007, tuttavia, la scuderia ha dovuto rinunciare all'iscrizione a seguito di una causa legale intentata dalla Williams. Il motivo della causa erano gli accordi stretti dalla Prodrive, che, utilizzando telai McLaren e motori Mercedes-Benz, sarebbe diventata la prima scuderia cliente in Formula 1.
Nel 2008 la Prodrive ha valutato l'acquisto della Honda Racing in seguito al ritiro della casa giapponese dalla Formula 1, senza però avere successo. Il 23 aprile 2009 la scuderia ha annunciato l'intenzione di presentare domanda per l'iscrizione alla Formula 1 a partire dalla stagione 2010, possibilmente come team ufficiale Aston Martin. In seguito la domanda è stata tuttavia rigettata. Qualche mese dopo ha tentato l'acquisto della Renault in seguito al ritiro del costruttore francese; anche questo tentativo non ha però avuto successo.

## Risultati

### Campionato del mondo rally
| Anno | Vettura                    | Pilota             | 1       | 2       | 3       | 4       | 5       | 6       | 7       | 8       | 9       | 10      | 11      | 12      | 13      | 14      | 15      | 16      | PP  | Punti | PC | Punti |
| ---- | -------------------------- | ------------------ | ------- | ------- | ------- | ------- | ------- | ------- | ------- | ------- | ------- | ------- | ------- | ------- | ------- | ------- | ------- | ------- | --- | ----- | -- | ----- |
| 1984 | Porsche 911 SC RS          | Saeed Al-Hajri     | MON     | SVE     | POR     | KEN     | FRA     | GRE 17  | NZL     | ARG     | FIN     | ITA     | CAV     | GBR Rit |         |         |         |         | NC  | 0     | NC | 0     |
| 1984 | Porsche 911 SC RS          | Roger Clark        | MON     | SVE     | POR     | KEN     | FRA     | GRE     | NZL     | ARG     | FIN     | ITA     | CAV     | GBR 11  |         |         |         |         | NC  | 0     | NC | 0     |
| 1985 | Porsche 911 SC RS          | Bernard Béguin     | MON     | SVE     | POR     | KEN     | FRA 3   | GRE     | NZL     | ARG     | FIN     | ITA     | CAV     | GBR     |         |         |         |         | 18° | 12    | 9° | 24    |
| 1985 | Porsche 911 SC RS          | Billy Coleman      | MON     | SVE     | POR     | KEN     | FRA 4   | GRE     | NZL     | ARG     | FIN     | ITA     | CAV     | GBR     |         |         |         |         | 22° | 10    | 9° | 24    |
| 1985 | Porsche 911 SC RS          | Saeed Al-Hajri     | MON     | SVE     | POR     | KEN     | FRA     | GRE 5   | NZL     | ARG     | FIN     | ITA     | CAV     | GBR     |         |         |         |         | 25° | 8     | 9° | 24    |
| 1986 | Porsche 911 SC RS          | Saeed Al-Hajri     | MON     | SVE     | POR     | KEN     | FRA     | GRE 4   | NZL     | ARG     | FIN     | ITA     | CAV     | GBR     |         |         |         |         | 22° | 10    | NC | 0     |
| 1987 | BMW M3                     | Bernard Béguin     | MON     | SVE     | POR     | KEN     | FRA 1   | GRE     | USA     | NZL     | ARG     | FIN     | CAV     | ITA     | GBR     |         |         |         | 14° | 20    | 8° | 20    |
| 1987 | BMW M3                     | Marc Duez          | MON     | SVE     | POR     | KEN     | FRA 6   | GRE     | USA     | NZL     | ARG     | FIN     | CAV     | ITA     | GBR     |         |         |         | 36° | 6     | 8° | 20    |
| 1987 | BMW M3                     | Patrick Bernardini | MON     | SVE     | POR     | KEN     | FRA Rit | GRE     | USA     | NZL     | ARG     | FIN     | CAV     | ITA     | GBR     |         |         |         | NC  | 0     | 8° | 20    |
| 1990 | Subaru Legacy RS           | Markku Alén        | MON     | POR     | KEN Rit | FRA     | GRE Rit | NZL     | ARG     | FIN 4   | AUS     | ITA Rit | CAV     | GBR Rit |         |         |         |         | 20° | 10    | 4° | 43    |
| 1990 | Subaru Legacy RS           | Peter Bourne       | MON     | POR     | KEN Rit | FRA     | GRE     | NZL 5   | ARG     | FIN     | AUS 4   | ITA     | CAV     | GBR     |         |         |         |         | 14° | 18    | 4° | 43    |
| 1990 | Subaru Legacy RS           | Ian Duncan         | MON     | POR     | KEN Rit | FRA     | GRE 8   | NZL     | ARG     | FIN     | AUS     | ITA     | CAV     | GBR     |         |         |         |         | 47° | 3     | 4° | 43    |
| 1990 | Subaru Legacy RS           | Mike Kirkland      | MON     | POR     | KEN Rit | FRA     | GRE     | NZL Rit | ARG     | FIN     | AUS     | ITA     | CAV     | GBR     |         |         |         |         | NC  | 0     | 4° | 43    |
| 1990 | Subaru Legacy RS           | Jim Heather-Hayes  | MON     | POR     | KEN 6   | FRA     | GRE     | NZL     | ARG     | FIN     | AUS     | ITA     | CAV     | GBR     |         |         |         |         | 34° | 6     | 4° | 43    |
| 1990 | Subaru Legacy RS           | François Chatriot  | MON     | POR     | KEN     | FRA     | GRE     | NZL     | ARG     | FIN     | AUS     | ITA Rit | CAV     | GBR     |         |         |         |         | NC  | 0     | 4° | 43    |
| 1990 | Subaru Legacy RS           | Derek Warwick      | MON     | POR     | KEN     | FRA     | GRE     | NZL     | ARG     | FIN     | AUS     | ITA     | CAV     | GBR Rit |         |         |         |         | NC  | 0     | 4° | 43    |
| 1991 | Subaru Legacy RS           | Markku Alén        | MON     | SVE 3   | POR 5   | KEN     | FRA     | GRE Rit | NZL 4   | ARG     | FIN Rit | AUS 4   | ITA     | CAV     | SPA     | GBR Rit |         |         | 8°  | 40    | 6° | 42    |
| 1991 | Subaru Legacy RS           | François Chatriot  | MON     | SVE 19  | POR 6   | KEN     | FRA 9   | GRE     | NZL     | ARG     | FIN     | AUS     | ITA     | CAV     | SPA     | GBR     |         |         | 33° | 8     | 6° | 42    |
| 1991 | Subaru Legacy RS           | Peter Bourne       | MON     | SVE     | POR     | KEN     | FRA     | GRE     | NZL Rit | ARG     | FIN     | AUS Rit | ITA     | CAV     | SPA     | GBR     |         |         | NC  | 0     | 6° | 42    |
| 1991 | Subaru Legacy RS           | Ari Vatanen        | MON     | SVE     | POR     | KEN     | FRA     | GRE     | NZL     | ARG     | FIN     | AUS     | ITA     | CAV     | SPA     | GBR 5   |         |         | 22° | 12    | 6° | 42    |
| 1991 | Subaru Legacy RS           | Colin McRae        | MON     | SVE     | POR     | KEN     | FRA     | GRE     | NZL     | ARG     | FIN     | AUS     | ITA     | CAV     | SPA     | GBR Rit |         |         | NC  | 0     | 6° | 42    |
| 1991 | BMW M3                     | Patrick Bernardini | MON     | SVE     | POR     | KEN     | FRA 7   | GRE     | NZL     | ARG     | FIN     | AUS     | ITA     | CAV     | SPA     | GBR     |         |         | 42° | 4     | 8° | 6     |
| 1991 | BMW M3                     | Frédéric Dor       | MON     | SVE     | POR     | KEN     | FRA 15  | GRE     | NZL     | ARG     | FIN     | AUS     | ITA     | CAV     | SPA     | GBR     |         |         | NC  | 0     | 8° | 6     |
| 1992 | Subaru Legacy RS           | Colin McRae        | MON     | SVE 2   | POR     | KEN     | FRA     | GRE 4   | NZL Rit | ARG     | FIN 8   | AUS     | ITA     | CAV     | SPA     | GBR 6   |         |         | 8°  | 34    | 4° | 60    |
| 1992 | Subaru Legacy RS           | Ari Vatanen        | MON     | SVE Rit | POR     | KEN     | FRA     | GRE Rit | NZL Rit | ARG     | FIN 4   | AUS Rit | ITA     | CAV     | SPA     | GBR 2   |         |         | 11° | 25    | 4° | 60    |
| 1992 | Subaru Legacy RS           | Per Eklund         | MON     | SVE 6   | POR     | KEN 9   | FRA     | GRE     | NZL     | ARG     | FIN     | AUS     | ITA     | CAV     | SPA     | GBR 12  |         |         | 32° | 8     | 4° | 60    |
| 1992 | Subaru Legacy RS           | Patrick Njiru      | MON     | SVE     | POR     | KEN 8   | FRA     | GRE     | NZL     | ARG     | FIN     | AUS     | ITA     | CAV     | SPA     | GBR     |         |         | 49° | 3     | 4° | 60    |
| 1992 | Subaru Legacy RS           | Peter Bourne       | MON     | SVE     | POR     | KEN     | FRA     | GRE     | NZL Rit | ARG     | FIN     | AUS 6   | ITA     | CAV     | SPA     | GBR     |         |         | 34° | 6     | 4° | 60    |
| 1992 | Subaru Legacy RS           | Rob Herridge       | MON     | SVE     | POR     | KEN     | FRA     | GRE     | NZL     | ARG     | FIN     | AUS Rit | ITA     | CAV     | SPA     | GBR     |         |         | NC  | 0     | 4° | 60    |
| 1993 | Subaru Legacy RS           | Colin McRae        | MON     | SVE 3   | POR 7   | KEN Rit | FRA 5   | GRE Rit | ARG     | NZL 1   | FIN     | AUS 6   | ITA     | SPA     | GBR Rit |         |         |         | 5°  | 50    | 3° | 112   |
| 1993 | Subaru Legacy RS           | Ari Vatanen        | MON     | SVE     | POR     | KEN     | FRA     | GRE Rit | ARG Rit | NZL     | FIN 2   | AUS 2   | ITA     | SPA     | GBR 5   |         |         |         | 7°  | 38    | 3° | 112   |
| 1993 | Subaru Legacy RS           | Hannu Mikkola      | MON     | SVE Rit | POR     | KEN     | FRA     | GRE     | ARG     | NZL     | FIN 7   | AUS     | ITA     | SPA     | GBR     |         |         |         | 38° | 4     | 3° | 112   |
| 1993 | Subaru Legacy RS           | Per Eklund         | MON     | SVE 6   | POR     | KEN     | FRA     | GRE     | ARG     | NZL     | FIN     | AUS     | ITA     | SPA     | GBR     |         |         |         | 31° | 6     | 3° | 112   |
| 1993 | Subaru Legacy RS           | Peter Bourne       | MON     | SVE     | POR     | KEN     | FRA     | GRE     | ARG     | NZL 6   | FIN     | AUS Rit | ITA     | SPA     | GBR     |         |         |         | 31° | 6     | 3° | 112   |
| 1993 | Subaru Legacy RS           | Piero Liatti       | MON     | SVE     | POR     | KEN     | FRA     | GRE     | ARG     | NZL     | FIN     | AUS     | ITA 4   | SPA     | GBR     |         |         |         | 24° | 10    | 3° | 112   |
| 1993 | Subaru Legacy RS           | Richard Burns      | MON     | SVE     | POR     | KEN     | FRA     | GRE     | ARG     | NZL     | FIN     | AUS     | ITA     | SPA     | GBR 7   |         |         |         | 28° | 4     | 3° | 112   |
| 1993 | Subaru Legacy RS           | Alister McRae      | MON     | SVE     | POR     | KEN     | FRA     | GRE     | ARG     | NZL     | FIN     | AUS     | ITA     | SPA     | GBR 10  |         |         |         | 65° | 1     | 3° | 112   |
| 1993 | Subaru Vivio Sedan 4WD     | Patrick Njiru      | MON     | SVE     | POR     | KEN 12  | FRA     | GRE     | ARG     | NZL     | FIN     | AUS     | ITA     | SPA     | GBR     |         |         |         | NC  | 0     | 3° | 112   |
| 1993 | Subaru Vivio Sedan 4WD     | Masashi Ishida     | MON     | SVE     | POR     | KEN Rit | FRA     | GRE     | ARG     | NZL     | FIN     | AUS     | ITA     | SPA     | GBR     |         |         |         | NC  | 0     | 3° | 112   |
| 1994 | Subaru Impreza 555         | Colin McRae        | MON 10  | POR Rit | KEN     | FRA Rit | GRE Rit | ARG Rit | NZL 1   | FIN     | ITA 5   | GBR 1   |         |         |         |         |         |         | 4°  | 49    | 2° | 140   |
| 1994 | Subaru Impreza 555         | Carlos Sainz       | MON 3   | POR 4   | KEN     | FRA 2   | GRE 1   | ARG 2   | NZL Rit | FIN 3   | ITA 2   | GBR Rit |         |         |         |         |         |         | 2°  | 99    | 2° | 140   |
| 1994 | Subaru Impreza 555         | Peter Bourne       | MON     | POR     | KEN     | FRA     | GRE     | ARG     | NZL Rit | FIN     | ITA     | GBR     |         |         |         |         |         |         | NC  | 0     | 2° | 140   |
| 1994 | Subaru Impreza 555         | Richard Burns      | MON     | POR     | KEN 5   | FRA     | GRE     | ARG     | NZL Rit | FIN     | ITA     | GBR Rit |         |         |         |         |         |         | 19° | 8     | 2° | 140   |
| 1994 | Subaru Impreza WRX         | Patrick Njiru      | MON     | POR     | KEN 4   | FRA     | GRE     | ARG     | NZL     | FIN     | ITA     | GBR     |         |         |         |         |         |         | 15° | 10    | 2° | 140   |
| 1995 | Subaru Impreza 555         | Colin McRae        | MON Rit | SVE Rit | POR 3   | FRA 5   | NZL 1   | AUS 2   | SPA 2   | GBR 1   |         |         |         |         |         |         |         |         | 1°  | 90    | 1° | 350   |
| 1995 | Subaru Impreza 555         | Carlos Sainz       | MON 1   | SVE Rit | POR 1   | FRA 4   | NZL NP  | AUS Rit | SPA 1   | GBR 2   |         |         |         |         |         |         |         |         | 2°  | 85    | 1° | 350   |
| 1995 | Subaru Impreza 555         | Richard Burns      | MON     | SVE     | POR 7   | FRA     | NZL Rit | AUS Rit | SPA     | GBR 3   |         |         |         |         |         |         |         |         | 9°  | 16    | 1° | 350   |
| 1995 | Subaru Impreza 555         | Piero Liatti       | MON 8   | SVE     | POR     | FRA 6   | NZL     | AUS     | SPA 3   | GBR     |         |         |         |         |         |         |         |         | 8°  | 26    | 1° | 350   |
| 1995 | Subaru Impreza 555         | Mats Jonsson       | MON     | SVE Rit | POR     | FRA     | NZL     | AUS     | SPA     | GBR     |         |         |         |         |         |         |         |         | NC  | 0     | 1° | 350   |
| 1995 | Subaru Impreza 555         | Peter Bourne       | MON     | SVE     | POR     | FRA     | NZL 7   | AUS Rit | SPA     | GBR     |         |         |         |         |         |         |         |         | 14° | 4     | 1° | 350   |
| 1996 | Subaru Impreza 555         | Colin McRae        | SVE 3   | KEN 4   | IDN Rit | GRE 1   | ARG Rit | FIN Rit | AUS 4   | ITA 1   | SPA 1   |         |         |         |         |         |         |         | 2°  | 92    | 1° | 401   |
| 1996 | Subaru Impreza 555         | Kenneth Eriksson   | SVE 5   | KEN 2   | IDN Rit | GRE 5   | ARG 3   | FIN 5   | AUS 2   | ITA 5   | SPA 7   |         |         |         |         |         |         |         | 4°  | 78    | 1° | 401   |
| 1996 | Subaru Impreza 555         | Piero Liatti       | SVE 12  | KEN 5   | IDN 2   | GRE 4   | ARG 7   | FIN NP  | AUS 7   | ITA Rit | SPA 2   |         |         |         |         |         |         |         | 5°  | 56    | 1° | 401   |
| 1996 | Subaru Impreza 555         | Didier Auriol      | SVE 10  | KEN     | IDN     | GRE     | ARG     | FIN     | AUS     | ITA 8   | SPA     |         |         |         |         |         |         |         | 25° | 4     | 1° | 401   |
| 1997 | Subaru Impreza WRC         | Colin McRae        | MON Rit | SVE 4   | KEN 1   | POR Rit | SPA 4   | FRA 1   | ARG 2   | GRE Rit | NZL Rit | FIN Rit | IDN Rit | ITA 1   | AUS 1   | GBR 1   |         |         | 2°  | 62    | 1° | 114   |
| 1997 | Subaru Impreza WRC         | Kenneth Eriksson   | MON     | SVE 1   | KEN Rit | POR Rit | SPA     | FRA     | ARG 3   | GRE Rit | NZL 1   | FIN Rit | IDN 3   | ITA     | AUS Rit | GBR Rit |         |         | 5°  | 28    | 1° | 114   |
| 1997 | Subaru Impreza WRC         | Piero Liatti       | MON 1   | SVE     | KEN     | POR     | SPA 2   | FRA 5   | ARG     | GRE     | NZL     | FIN     | IDN     | ITA 2   | AUS     | GBR 7   |         |         | 6°  | 24    | 1° | 114   |
| 1998 | Subaru Impreza WRC         | Colin McRae        | MON 3   | SVE Rit | KEN Rit | POR 1   | SPA Rit | FRA 1   | ARG 5   | GRE 1   | NZL 5   | FIN Rit | ITA 3   | AUS 4   | GBR Rit |         |         |         | 3°  | 45    | 3° | 65    |
| 1998 | Subaru Impreza WRC         | Piero Liatti       | MON 4   | SVE 9   | KEN Rit | POR 6   | SPA Rit | FRA 3   | ARG 6   | GRE 6   | NZL 6   | FIN     | ITA 2   | AUS Rit | GBR     |         |         |         | 7°  | 17    | 3° | 65    |
| 1998 | Subaru Impreza WRC         | Kenneth Eriksson   | MON     | SVE 4   | KEN     | POR     | SPA     | FRA     | ARG     | GRE     | NZL     | FIN     | ITA     | AUS     | GBR     |         |         |         | 13° | 3     | 3° | 65    |
| 1998 | Subaru Impreza WRC         | Jarmo Kytölehto    | MON     | SVE     | KEN     | POR     | SPA     | FRA     | ARG     | GRE     | NZL Rit | FIN 8   | ITA     | AUS     | GBR     |         |         |         | NC  | 0     | 3° | 65    |
| 1998 | Subaru Impreza WRC         | Ari Vatanen        | MON     | SVE     | KEN 3   | POR 5   | SPA     | FRA     | ARG     | GRE     | NZL     | FIN Rit | ITA     | AUS     | GBR Rit |         |         |         | 11° | 6     | 3° | 65    |
| 1998 | Subaru Impreza WRC         | Alister McRae      | MON     | SVE     | KEN     | POR     | SPA     | FRA     | ARG     | GRE     | NZL     | FIN     | ITA     | AUS     | GBR Rit |         |         |         | NC  | 0     | 3° | 65    |
| 1999 | Subaru Impreza WRC         | Richard Burns      | MON 8   | SVE 5   | KEN Rit | POR 4   | SPA 5   | FRA 7   | ARG 2   | GRE 1   | NZL Rit | FIN 2   | CIN 2   | ITA Rit | AUS 1   | GBR 1   |         |         | 2°  | 55    | 2° | 105   |
| 1999 | Subaru Impreza WRC         | Juha Kankkunen     | MON 2   | SVE 6   | KEN Rit | POR Rit | SPA 6   | FRA     | ARG 1   | GRE Rit | NZL 2   | FIN 1   | CIN 4   | ITA 6   | AUS Rit | GBR 2   |         |         | 4°  | 44    | 2° | 105   |
| 1999 | Subaru Impreza WRC         | Bruno Thiry        | MON 5   | SVE 10  | KEN Rit | POR 6   | SPA 7   | FRA Rit | ARG     | GRE     | NZL     | FIN     | CIN     | ITA     | AUS     | GBR 4   |         |         | 14° | 6     | 2° | 105   |
| 2000 | Subaru Impreza WRC         | Richard Burns      | MON Rit | SVE 5   | KEN 1   | POR 1   | SPA 2   | ARG 1   | GRE Rit | NZL Rit | FIN Rit | CIP 4   | FRA 4   | ITA Rit | AUS 2   | GBR 1   |         |         | 2°  | 60    | 3° | 88    |
| 2000 | Subaru Impreza WRC         | Juha Kankkunen     | MON 3   | SVE 6   | KEN 2   | POR Rit | SPA Rit | ARG 4   | GRE 3   | NZL Rit | FIN 8   | CIP 7   | FRA     | ITA     | AUS Rit | GBR 5   |         |         | 8°  | 20    | 3° | 88    |
| 2000 | Subaru Impreza WRC         | Petter Solberg     | MON     | SVE     | KEN 5   | POR Rit | SPA     | ARG 6   | GRE Rit | NZL 4   | FIN Rit | CIP NP  | FRA Rit | ITA 9   | AUS Rit | GBR Rit |         |         | 10° | 6     | 3° | 88    |
| 2000 | Subaru Impreza WRC         | Simon Jean-Joseph  | MON     | SVE     | KEN     | POR     | SPA     | ARG     | GRE     | NZL     | FIN     | CIP     | FRA 7   | ITA 7   | AUS     | GBR     |         |         | NC  | 0     | 3° | 88    |
| 2000 | Subaru Impreza WRC         | Markko Märtin      | MON     | SVE 9   | KEN     | POR 7   | SPA 10  | ARG     | GRE Rit | NZL     | FIN 10  | CIP 6   | FRA     | ITA Rit | AUS Rit | GBR 7   |         |         | 23° | 1     | 3° | 88    |
| 2001 | Subaru Impreza WRC         | Richard Burns      | MON Rit | SVE 16  | POR 4   | SPA 7   | ARG 2   | CIP 2   | GRE Rit | KEN Rit | FIN 2   | NZL 1   | ITA Rit | FRA 4   | AUS 2   | GBR 3   |         |         | 1°  | 44    | 4° | 66    |
| 2001 | Subaru Impreza WRC         | Petter Solberg     | MON Rit | SVE 6   | POR Rit | SPA Rit | ARG 5   | CIP Rit | GRE 2   | KEN Rit | FIN 7   | NZL 7   | ITA 9   | FRA 5   | AUS 7   | GBR Rit |         |         | 10° | 11    | 4° | 66    |
| 2001 | Subaru Impreza WRC         | Markko Märtin      | MON Rit | SVE 12  | POR Rit | SPA Rit | ARG     | CIP     | GRE Rit | KEN     | FIN 5   | NZL     | ITA Rit | FRA 6   | AUS Rit | GBR Rit |         |         | 19° | 3     | 4° | 66    |
| 2001 | Subaru Impreza WRC         | Toshihiro Arai     | MON     | SVE     | POR Rit | SPA     | ARG 8   | CIP 4   | GRE Rit | KEN Rit | FIN     | NZL 14  | ITA Rit | FRA Rit | AUS Rit | GBR 10  |         |         | 18° | 3     | 4° | 66    |
| 2002 | Subaru Impreza WRC         | Petter Solberg     | MON 6   | SVE Rit | FRA 5   | SPA 5   | CIP 5   | ARG 2   | GRE 5   | KEN Rit | FIN 3   | GER Rit | ITA 3   | NZL Rit | AUS 3   | GBR 1   |         |         | 2°  | 37    | 3° | 67    |
| 2002 | Subaru Impreza WRC         | Tommi Mäkinen      | MON 1   | SVE Rit | FRA Rit | SPA Rit | CIP 3   | ARG Rit | GRE Rit | KEN Rit | FIN 6   | GER 7   | ITA Rit | NZL 3   | AUS SQ  | GBR 4   |         |         | 8°  | 22    | 3° | 67    |
| 2002 | Subaru Impreza WRC         | Achim Mörtl        | MON     | SVE     | FRA     | SPA     | CIP     | ARG     | GRE 13  | KEN     | FIN     | GER Rit | ITA Rit | NZL     | AUS     | GBR     |         |         | NC  | 0     | 3° | 67    |
| 2002 | Subaru Impreza WRC         | Toshihiro Arai     | MON     | SVE     | FRA     | SPA     | CIP     | ARG     | GRE     | KEN     | FIN     | GER Rit | ITA     | NZL     | AUS     | GBR     |         |         | NC  | 0     | 3° | 67    |
| 2003 | Subaru Impreza WRC         | Petter Solberg     | MON Rit | SVE 6   | TUR Rit | NZL 3   | ARG 5   | GRE 3   | CIP 1   | GER 8   | FIN 2   | AUS 1   | ITA Rit | FRA 1   | SPA 5   | GBR 1   |         |         | 1°  | 72    | 3° | 109   |
| 2003 | Subaru Impreza WRC         | Tommi Mäkinen      | MON Rit | SVE 2   | TUR 8   | NZL 7   | ARG Rit | GRE 5   | CIP Rit | GER Rit | FIN 6   | AUS 6   | ITA 10  | FRA 7   | SPA 8   | GBR 3   |         |         | 8°  | 30    | 3° | 109   |
| 2004 | Subaru Impreza WRC         | Petter Solberg     | MON 7   | SVE 3   | MES 4   | NZL 1   | CIP 4   | GRE 1   | TUR 3   | ARG Rit | FIN Rit | GER Rit | GPN 1   | GBR 1   | ITA 1   | FRA 5   | SPA 5   | AUS Rit | 2°  | 82    | 3° | 122   |
| 2004 | Subaru Impreza WRC         | Mikko Hirvonen     | MON Rit | SVE 9   | MES 5   | NZL 7   | CIP 5   | GRE Rit | TUR 6   | ARG 4   | FIN Rit | GER 8   | GPN 7   | GBR 7   | ITA Rit | FRA 10  | SPA 8   | AUS 4   | 7°  | 29    | 3° | 122   |
| 2005 | Subaru Impreza WRC         | Petter Solberg     | MON Rit | SVE 1   | MES 1   | NZL 3   | ITA 2   | CIP Rit | TUR 2   | GRE 9   | ARG 3   | FIN 4   | GER 7   | GBR 1   | GPN Rit | FRA 3   | SPA 13  | AUS Rit | 2°  | 71    | 4° | 97    |
| 2005 | Subaru Impreza WRC         | Chris Atkinson     | MON     | SVE 19  | MES Rit | NZL 7   | ITA 18  | CIP 10  | TUR 24  | GRE Rit | ARG 9   | FIN Rit | GER 11  | GBR 38  | GPN 3   | FRA 4   | SPA 9   | AUS 4   | 12° | 13    | 4° | 97    |
| 2005 | Subaru Impreza WRC         | Stéphane Sarrazin  | MON 14  | SVE 13  | MES     | NZL     | ITA 12  | CIP     | TUR     | GRE 13  | ARG     | FIN     | GER 8   | GBR Rit | GPN     | FRA 4   | SPA Rit | AUS     | 17° | 6     | 4° | 97    |
| 2006 | Subaru Impreza WRC         | Petter Solberg     | MON Rit | SVE Rit | MES 2   | SPA 7   | FRA 11  | ARG 2   | ITA 9   | GRE 7   | GER Rit | FIN Rit | GPN 7   | CIP 8   | TUR 13  | AUS 2   | NZL 6   | GBR 3   | 6°  | 40    | 3° | 106   |
| 2006 | Subaru Impreza WRC         | Chris Atkinson     | MON 6   | SVE 11  | MES 7   | SPA 11  | FRA 13  | ARG 6   | ITA 10  | GRE 11  | GER 8   | FIN 13  | GPN 4   | CIP 9   | TUR 6   | AUS 9   | NZL Rit | GBR 6   | 10° | 20    | 3° | 106   |
| 2006 | Subaru Impreza WRC         | Stéphane Sarrazin  | MON 5   | SVE     | MES     | SPA 8   | FRA 8   | ARG     | ITA     | GRE     | GER Rit | FIN     | GPN     | CIP     | TUR     | AUS     | NZL     | GBR     | 18° | 6     | 3° | 106   |
| 2006 | Subaru Impreza WRC         | Toshihiro Arai     | MON     | SVE     | MES     | SPA     | FRA     | ARG     | ITA     | GRE     | GER     | FIN     | GPN 6   | CIP     | TUR     | AUS     | NZL     | GBR     | 25° | 3     | 3° | 106   |
| 2007 | Subaru Impreza WRC         | Petter Solberg     | MON 6   | SVE Rit | NOR 4   | MES Rit | POR 2   | ARG Rit | ITA 5   | GRE 3   | FIN Rit | GER 6   | NZL 7   | SPA 6   | FRA 5   | GPN 16  | IRL 5   | GBR 4   | 5°  | 47    | 3° | 87    |
| 2007 | Subaru Impreza WRC         | Chris Atkinson     | MON 4   | SVE 8   | NOR 19  | MES 5   | POR Rit | ARG 7   | ITA 10  | GRE 6   | FIN 4   | GER 15  | NZL 4   | SPA 8   | FRA 6   | GPN Rit | IRL 42  | GBR 7   | 7°  | 31    | 3° | 87    |
| 2007 | Subaru Impreza WRC         | Xavier Pons        | MON     | SVE     | NOR     | MES     | POR     | ARG     | ITA     | GRE     | FIN 6   | GER 18  | NZL Rit | SPA 9   | FRA 8   | GPN 35  | IRL Rit | GBR 9   | 17° | 4     | 3° | 87    |
| 2008 | Subaru Impreza WRC         | Petter Solberg     | MON 5   | SVE 4   | MES 11  | ARG Rit | GIO Rit | ITA 10  | GRE 2   | TUR 6   | FIN 6   | GER 5   | NZL 4   | SPA 5   | FRA 5   | GPN 8   | GBR 4   |         | 6°  | 46    | 3° | 98    |
| 2008 | Subaru Impreza WRC         | Chris Atkinson     | MON 3   | SVE 21  | MES 2   | ARG 2   | GIO 3   | ITA 6   | GRE Rit | TUR 13  | FIN 3   | GER 6   | NZL Rit | SPA 7   | FRA 6   | GPN 4   | GBR Rit |         | 5°  | 50    | 3° | 98    |
| 2008 | Subaru Impreza WRC         | Brice Tirabassi    | MON     | SVE     | MES     | ARG     | GIO     | ITA     | GRE     | TUR     | FIN     | GER     | NZL     | SPA 10  | FRA Rit | GPN     | GBR     |         | NC  | 0     | 3° | 98    |
| 2011 | Mini John Cooper Works WRC | Daniel Sordo       | SVE     | MES     | POR     | GIO     | ITA 6   | ARG     | GRE     | FIN Rit | GER 3   | AUS     | FRA 2   | SPA 4   | GBR 20  |         |         |         | 8°  | 59    | —  | —     |
| 2011 | Mini John Cooper Works WRC | Kris Meeke         | SVE     | MES     | POR     | GIO     | ITA Rit | ARG     | GRE     | FIN Rit | GER Rit | AUS     | FRA Rit | SPA 5   | GBR 4   |         |         |         | 11° | 25    | —  | —     |
| 2012 | Mini John Cooper Works WRC | Daniel Sordo       | MON 2   | SVE Rit | MES     | POR 11  | ARG     | GRE     | NZL 6   | FIN     | GER 9   | GBR     | FRA Rit | ITA     | SPA 9   |         |         |         | 11° | 35    | NC | 0     |
| 2012 | Mini John Cooper Works WRC | Pierre Campana     | MON 7   | SVE     | MES     | POR     | ARG     | GRE     | NZL     | FIN     | GER     | GBR     | FRA     | ITA     | SPA     |         |         |         | 21° | 6     | NC | 0     |
| 2012 | Mini John Cooper Works WRC | Patrik Sandell     | MON     | SVE 8   | MES     | POR Rit | ARG     | GRE     | NZL     | FIN     | GER     | GBR     | FRA     | ITA     | SPA     |         |         |         | 27° | 4     | NC | 0     |
| 2012 | Mini John Cooper Works WRC | Jarkko Nikara      | MON     | SVE     | MES     | POR     | ARG     | GRE     | NZL     | FIN     | GER     | GBR     | FRA     | ITA     | SPA 5   |         |         |         | 16° | 10    | NC | 0     |
| 2013 | Mini John Cooper Works WRC | Jarkko Nikara      | MON     | SVE 25  | MES     | POR     | ARG     | GRE     | ITA     | FIN Rit | GER     | AUS     | FRA     | SPA     | GBR     |         |         |         | NC  | 0     | NC | 0     |

### Rally Dakar
| Anno | Vettura         | Pilota             | Copilota          | Pos. | TV |
| ---- | --------------- | ------------------ | ----------------- | ---- | -- |
| 2021 | Prodrive Hunter | Sébastien Loeb     | Daniel Elena      | Rit  | 0  |
| 2021 | Prodrive Hunter | Nani Roma          | Alexandre Wincocq | 5°   | 0  |
| 2022 | Prodrive Hunter | Sébastien Loeb     | Fabian Lurquin    | 2°   | 2  |
| 2022 | Prodrive Hunter | Nani Roma          | Alex Haro         | 52°  | 0  |
| 2022 | Prodrive Hunter | Orlando Terranova  | Daniel Oliveras   | 4°   | 1  |
| 2023 | Prodrive Hunter | Sébastien Loeb     | Fabian Lurquin    | 2°   | 7  |
| 2023 | Prodrive Hunter | Orlando Terranova  | Alex Haro         | Rit  | 0  |
| 2024 | Prodrive Hunter | Sébastien Loeb     | Fabian Lurquin    | 3°   | 5  |
| 2024 | Prodrive Hunter | Nasser Al-Attiyah  | Matthieu Baumel   | Rit  | 1  |
| 2025 | Dacia Sandrider | Sébastien Loeb     | Fabian Lurquin    | Rit  | 0  |
| 2025 | Dacia Sandrider | Nasser Al-Attiyah  | Édouard Boulanger | 4°   | 1  |
| 2025 | Dacia Sandrider | Cristina Gutiérrez | Pablo Moreno      | 91°  | 0  |

### Campionato FIA GT
| Anno | Classe | Vettura                   | Pilota            | 1       | 2      | 3      | 4     | 5       | 6       | 7     | 8      | 9     | 10    | 11     | PP  | Punti | PC | Punti |
| ---- | ------ | ------------------------- | ----------------- | ------- | ------ | ------ | ----- | ------- | ------- | ----- | ------ | ----- | ----- | ------ | --- | ----- | -- | ----- |
| 2002 | GT     | Ferrari 550-GTS Maranello | Rickard Rydell    | MON     | BRN    | MAG    | SIL   | ZOL     | HUN Rit | SPA   | A1R 1  | NÜR 3 | JAR 1 | EST 11 | 7°  | 24    | 5° | 24    |
| 2002 | GT     | Ferrari 550-GTS Maranello | Alain Menu        | MON     | BRN    | MAG    | SIL   | ZOL     | HUN Rit | SPA   | A1R    | NÜR   | JAR 1 | EST 11 | 17° | 10    | 5° | 24    |
| 2002 | GT     | Ferrari 550-GTS Maranello | Peter Kox         | MON     | BRN    | MAG    | SIL   | ZOL     | HUN     | SPA   | A1R 1  | NÜR 3 | JAR   | EST 5  | 10° | 16    | 5° | 24    |
| 2005 | GT1    | Aston Martin DBR9         | Pedro Lamy        | MON 1   | MAG 5  | SIL NC | IMO 2 | BRN 1   | SPA NC  | OSC 7 | IST 6  | ZHU 2 | DUB 1 | BHR 4  | 5°  | 60    | NC | 0     |
| 2005 | GT1    | Aston Martin DBR9         | Peter Kox         | MON Rit | MAG 13 | SIL NC | IMO   | BRN Rit | SPA NC  | OSC 8 | IST 10 | ZHU   | DUB   | BHR    | 38° | 1     | NC | 0     |
| 2005 | GT1    | Aston Martin DBR9         | Marc Goossens     | MON     | MAG    | SIL    | IMO   | BRN     | SPA NC  | OSC   | IST    | ZHU   | DUB   | BHR    | NC  | 0     | NC | 0     |
| 2005 | GT1    | Aston Martin DBR9         | Darren Turner     | MON     | MAG    | SIL NC | IMO   | BRN     | SPA NC  | OSC   | IST    | ZHU   | DUB   | BHR    | NC  | 0     | NC | 0     |
| 2005 | GT1    | Aston Martin DBR9         | David Brabham     | MON     | MAG    | SIL NC | IMO   | BRN     | SPA NC  | OSC   | IST    | ZHU   | DUB   | BHR    | NC  | 0     | NC | 0     |
| 2005 | GT1    | Aston Martin DBR9         | Stéphane Sarrazin | MON     | MAG    | SIL    | IMO   | BRN     | SPA NC  | OSC   | IST    | ZHU   | DUB   | BHR    | NC  | 0     | NC | 0     |

### Intercontinental Le Mans Cup
| Anno | Classe | Vettura                  | Pilota           | 1      | 2   | 3       | 4   | 5     | 6     | 7     | PS | Punti |
| ---- | ------ | ------------------------ | ---------------- | ------ | --- | ------- | --- | ----- | ----- | ----- | -- | ----- |
| 2010 | LMP1   | Lola-Aston Martin B09/60 | Stefan Mücke     | SIL 4  | ATL | ZHU     |     |       |       |       | 5° | 19    |
| 2010 | LMP1   | Lola-Aston Martin B09/60 | Sam Hancock      | SIL 4  | ATL | ZHU     |     |       |       |       | 5° | 19    |
| 2010 | LMP1   | Lola-Aston Martin B09/60 | Juan Barazi      | SIL 4  | ATL | ZHU     |     |       |       |       | 5° | 19    |
| 2010 | LMP1   | Lola-Aston Martin B09/60 | Harold Primat    | SIL NC | ATL | ZHU     |     |       |       |       | NC | 0     |
| 2010 | LMP1   | Lola-Aston Martin B09/60 | Adrian Fernández | SIL NC | ATL | ZHU     |     |       |       |       | NC | 0     |
| 2010 | LMP1   | Lola-Aston Martin B09/60 | Andy Meyrick     | SIL NC | ATL | ZHU     |     |       |       |       | NC | 0     |
| 2011 | LMP1   | Aston Martin AMR-One     | Stefan Mücke     | SEB    | SPA | LMS Rit | IMO | SIL   | ATL 3 | ZHU 6 | 6° | 22    |
| 2011 | LMP1   | Aston Martin AMR-One     | Christian Klien  | SEB    | SPA | LMS Rit | IMO | SIL 9 | ATL   | ZHU   | 6° | 22    |
| 2011 | LMP1   | Aston Martin AMR-One     | Darren Turner    | SEB    | SPA | LMS Rit | IMO | SIL   | ATL   | ZHU   | 6° | 22    |
| 2011 | LMP1   | Aston Martin AMR-One     | Harold Primat    | SEB    | SPA | LMS     | IMO | SIL 9 | ATL 3 | ZHU 6 | 6° | 22    |
| 2011 | LMP1   | Aston Martin AMR-One     | Adrián Fernández | SEB    | SPA | LMS     | IMO | SIL 9 | ATL 3 | ZHU   | 6° | 22    |
| 2011 | LMP1   | Aston Martin AMR-One     | Andy Meyrick     | SEB    | SPA | LMS     | IMO | SIL   | ATL   | ZHU 6 | 6° | 22    |

### Campionato del mondo endurance
| Anno      | Classe    | Vettura                     | Pilota                   | 1       | 2       | 3       | 4       | 5       | 6       | 7       | 8       | 9       | PP  | Punti | PC | Punti |
| --------- | --------- | --------------------------- | ------------------------ | ------- | ------- | ------- | ------- | ------- | ------- | ------- | ------- | ------- | --- | ----- | -- | ----- |
| 2012      | LMGTE Pro | Aston Martin V8 Vantage GTE | Darren Turner            | SEB 3   | SPA Rit | LMS 3   | SIL 2   | SPL 2   | BHR 2   | FUJ 3   | SHA 1   |         | –   | –     | 2° | 142   |
| 2012      | LMGTE Pro | Aston Martin V8 Vantage GTE | Stefan Mücke             | SEB 3   | SPA Rit | LMS 3   | SIL 2   | SPL 2   | BHR 2   | FUJ 3   | SHA 1   |         | –   | –     | 2° | 142   |
| 2012      | LMGTE Pro | Aston Martin V8 Vantage GTE | Adrián Fernández         | SEB 3   | SPA Rit | LMS 3   | SIL 2   | SPL     | BHR     | FUJ     | SHA     |         | –   | –     | 2° | 142   |
| 2013      | LMGTE Pro | Aston Martin V8 Vantage GTE | Darren Turner            | SIL 1   | SPA 4   | LMS 3   | SPL 2   | CDA Rit | FUJ 1   | SHA 1   | BHR Rit |         | 3°  | 125,5 | 2° | 128,5 |
| 2013      | LMGTE Pro | Aston Martin V8 Vantage GTE | Stefan Mücke             | SIL 1   | SPA 4   | LMS 3   | SPL 2   | CDA Rit | FUJ 1   | SHA 1   | BHR Rit |         | 3°  | 125,5 | 2° | 128,5 |
| 2013      | LMGTE Pro | Aston Martin V8 Vantage GTE | Peter Dumbreck           | SIL     | SPA 4   | LMS 3   | SPL     | CDA     | FUJ     | SHA     | BHR     |         | 13° | 42    | 2° | 128,5 |
| 2013      | LMGTE Pro | Aston Martin V8 Vantage GTE | Oliver Gavin             | SIL     | SPA     | LMS     | SPL     | CDA Rit | FUJ     | SHA     | BHR     |         | 44° | 0     | 2° | 128,5 |
| 2013      | LMGTE Pro | Aston Martin V8 Vantage GTE | Bruno Senna              | SIL 1   | SPA 2   | LMS Rit | SPL Rit | CDA 1   | FUJ 5   | SHA 2   | BHR Rit |         | 8°  | 94    | 6° | 74    |
| 2013      | LMGTE Pro | Aston Martin V8 Vantage GTE | Frédéric Makowiecki      | SIL 3   | SPA 2   | LMS Rit | SPL     | CDA 1   | FUJ 1   | SHA     | BHR     |         | 9°  | 73,5  | 6° | 74    |
| 2013      | LMGTE Pro | Aston Martin V8 Vantage GTE | Pedro Lamy               | SIL 3   | SPA 6   | LMS Rit | SPL 11  | CDA Rit | FUJ 13  | SHA 2   | BHR Rit |         | 11° | 42,75 | 6° | 74    |
| 2013      | LMGTE Pro | Aston Martin V8 Vantage GTE | Paul Dalla Lana          | SIL 3   | SPA 6   | LMS Rit | SPL 11  | CDA Rit | FUJ     | SHA     | BHR     |         | 20° | 24,5  | 6° | 74    |
| 2013      | LMGTE Pro | Aston Martin V8 Vantage GTE | Richie Stanaway          | SIL     | SPA 6   | LMS     | SPL 11  | CDA Rit | FUJ 13  | SHA 2   | BHR Rit |         | 19° | 27,75 | 6° | 74    |
| 2013      | LMGTE Pro | Aston Martin V8 Vantage GTE | Rob Bell                 | SIL     | SPA 2   | LMS Rit | SPL Rit | CDA     | FUJ     | SHA     | BHR     |         | 24° | 19    | 6° | 74    |
| 2013      | LMGTE Pro | Aston Martin V8 Vantage GTE | Bill Auberlen            | SIL     | SPA     | LMS Rit | SPL     | CDA     | FUJ     | SHA     | BHR     |         | 45° | 0     | 6° | 74    |
| 2013      | LMGTE Am  | Aston Martin V8 Vantage GTE | Jamie Campbell-Walter    | SIL 4   | SPA 4   | LMS 5   | SPL 1   | CDA 1   | FUJ 2   | SHA 3   | BHR 5   |         | 1°  | 129   | 2° | 133   |
| 2013      | LMGTE Am  | Aston Martin V8 Vantage GTE | Stuart Hall              | SIL 4   | SPA 4   | LMS 5   | SPL 1   | CDA 1   | FUJ 2   | SHA 3   | BHR 5   |         | 1°  | 129   | 2° | 133   |
| 2013      | LMGTE Am  | Aston Martin V8 Vantage GTE | Roald Goethe             | SIL 4   | SPA 4   | LMS 5   | SPL     | CDA     | FUJ     | SHA     | BHR 5   |         | 11° | 55    | 2° | 133   |
| 2013      | LMGTE Am  | Aston Martin V8 Vantage GTE | Jonathan Adam            | SIL     | SPA     | LMS     | SPL     | CDA     | FUJ 2   | SHA 3   | BHR     |         | 19° | 24    | 2° | 133   |
| 2013      | LMGTE Am  | Aston Martin V8 Vantage GTE | Kristian Poulsen         | SIL 1   | SPA 2   | LMS Rit | SPL Rit | CDA 2   | FUJ 1   | SHA Rit | BHR 1   |         | 4°  | 104,5 | 4° | 104,5 |
| 2013      | LMGTE Am  | Aston Martin V8 Vantage GTE | Christoffer Nygaard      | SIL 1   | SPA 2   | LMS Rit | SPL Rit | CDA 2   | FUJ 1   | SHA Rit | BHR 1   |         | 4°  | 104,5 | 4° | 104,5 |
| 2013      | LMGTE Am  | Aston Martin V8 Vantage GTE | Allan Simonsen           | SIL 1   | SPA 2   | LMS Rit | SPL     | CDA     | FUJ     | SHA     | BHR     |         | 14° | 45    | 4° | 104,5 |
| 2013      | LMGTE Am  | Aston Martin V8 Vantage GTE | Nicki Thiim              | SIL     | SPA     | LMS     | SPL Rit | CDA 2   | FUJ     | SHA Rit | BHR 1   |         | 13° | 46    | 4° | 104,5 |
| 2014      | LMGTE Pro | Aston Martin V8 Vantage GTE | Darren Turner            | SIL 3   | SPA 4   | LMS 10  | CDA 1   | FUJ 9   | SHA Rit | BHR 2   | SPL 1   |         | 5°  | 102   | 3° | 138   |
| 2014      | LMGTE Pro | Aston Martin V8 Vantage GTE | Stefan Mücke             | SIL 3   | SPA 4   | LMS 10  | CDA 1   | FUJ 9   | SHA Rit | BHR 2   | SPL 1   |         | 5°  | 102   | 3° | 138   |
| 2014      | LMGTE Pro | Aston Martin V8 Vantage GTE | Bruno Senna              | SIL     | SPA 4   | LMS 10  | CDA     | FUJ     | SHA     | BHR     | SPL     |         | 22° | 14    | 3° | 138   |
| 2014      | LMGTE Pro | Aston Martin V8 Vantage GTE | Alex MacDowall           | SIL 7   | SPA 5   | LMS NP  | CDA 10  | FUJ 3   | SHA 4   | BHR 12  | SPL 5   |         | 12° | 55,5  | 6° | 70    |
| 2014      | LMGTE Pro | Aston Martin V8 Vantage GTE | Fernando Rees            | SIL 7   | SPA 5   | LMS NP  | CDA 10  | FUJ 3   | SHA 4   | BHR 12  | SPL 5   |         | 12° | 55,5  | 6° | 70    |
| 2014      | LMGTE Pro | Aston Martin V8 Vantage GTE | Darryl O'Young           | SIL 7   | SPA 5   | LMS NP  | CDA 10  | FUJ 3   | SHA 4   | BHR     | SPL 5   |         | 13° | 55    | 6° | 70    |
| 2014      | LMGTE Pro | Aston Martin V8 Vantage GTE | Abdulaziz Al Faisal      | SIL     | SPA     | LMS     | CDA     | FUJ     | SHA     | BHR 12  | SPL     |         | 40° | 0,5   | 6° | 70    |
| 2014      | LMGTE Am  | Aston Martin V8 Vantage GTE | Kristian Poulsen         | SIL 1   | SPA 2   | LMS 1   | CDA 2   | FUJ 1   | SHA 2   | BHR 1   | SPL 2   |         | 1°  | 198   | 1° | 198   |
| 2014      | LMGTE Am  | Aston Martin V8 Vantage GTE | David Heinemeier Hansson | SIL 1   | SPA 2   | LMS 1   | CDA 2   | FUJ 1   | SHA 2   | BHR 1   | SPL 2   |         | 1°  | 198   | 1° | 198   |
| 2014      | LMGTE Am  | Aston Martin V8 Vantage GTE | Nicki Thiim              | SIL 1   | SPA     | LMS 1   | CDA     | FUJ 1   | SHA     | BHR 1   | SPL 2   |         | 3°  | 144   | 1° | 198   |
| 2014      | LMGTE Am  | Aston Martin V8 Vantage GTE | Richie Stanaway          | SIL     | SPA 2   | LMS     | CDA 2   | FUJ     | SHA 2   | BHR     | SPL     |         | 10° | 54    | 1° | 198   |
| 2014      | LMGTE Am  | Aston Martin V8 Vantage GTE | Pedro Lamy               | SIL 2   | SPA 3   | LMS 5   | CDA 1   | FUJ 2   | SHA 1   | BHR 3   | SPL 1   |         | 2°  | 164   | 2° | 164   |
| 2014      | LMGTE Am  | Aston Martin V8 Vantage GTE | Christoffer Nygaard      | SIL 2   | SPA 3   | LMS 5   | CDA 1   | FUJ 2   | SHA 1   | BHR 3   | SPL 1   |         | 2°  | 164   | 2° | 164   |
| 2014      | LMGTE Am  | Aston Martin V8 Vantage GTE | Paul Dalla Lana          | SIL 2   | SPA 3   | LMS 5   | CDA 1   | FUJ 2   | SHA 1   | BHR 3   | SPL 1   |         | 2°  | 164   | 2° | 164   |
| 2015      | LMGTE Pro | Aston Martin V8 Vantage GTE | Marco Sørensen           | SIL 4   | SPA 6   | LMS 6   | NÜR 4   | CDA 5   | FUJ 5   | SHA     | BHR 4   |         | 8°  | 81    | 6° | 95    |
| 2015      | LMGTE Pro | Aston Martin V8 Vantage GTE | Christoffer Nygaard      | SIL 4   | SPA 6   | LMS 6   | NÜR 4   | CDA 5   | FUJ 5   | SHA     | BHR 4   |         | 8°  | 81    | 6° | 95    |
| 2015      | LMGTE Pro | Aston Martin V8 Vantage GTE | Nicki Thiim              | SIL 4   | SPA     | LMS 6   | NÜR     | CDA     | FUJ     | SHA     | BHR 4   |         | 13° | 41    | 6° | 95    |
| 2015      | LMGTE Pro | Aston Martin V8 Vantage GTE | Darren Turner            | SIL 5   | SPA 5   | LMS Rit | NÜR 6   | CDA 6   | FUJ 6   | SHA 6   | BHR 3   |         | 10° | 67    | 7° | 67    |
| 2015      | LMGTE Pro | Aston Martin V8 Vantage GTE | Stefan Mücke             | SIL 5   | SPA 5   | LMS Rit | NÜR 6   | CDA     | FUJ 4   | SHA     | BHR     |         | 18° | 34    | 7° | 67    |
| 2015      | LMGTE Pro | Aston Martin V8 Vantage GTE | Robert Bell              | SIL     | SPA 5   | LMS Rit | NÜR     | CDA     | FUJ     | SHA     | BHR     |         | 24° | 10    | 7° | 67    |
| 2015      | LMGTE Pro | Aston Martin V8 Vantage GTE | Jonathan Adam            | SIL     | SPA     | LMS     | NÜR 6   | CDA 6   | FUJ 6   | SHA 6   | BHR 3   |         | 12° | 47    | 7° | 67    |
| 2015      | LMGTE Pro | Aston Martin V8 Vantage GTE | Alex MacDowall           | SIL 6   | SPA 1   | LMS 9   | NÜR 5   | CDA 4   | FUJ 7   | SHA 5   | BHR 7   |         | 7°  | 84    | 5° | 100   |
| 2015      | LMGTE Pro | Aston Martin V8 Vantage GTE | Fernando Rees            | SIL 6   | SPA 1   | LMS 9   | NÜR 5   | CDA 4   | FUJ 7   | SHA 5   | BHR 7   |         | 7°  | 84    | 5° | 100   |
| 2015      | LMGTE Pro | Aston Martin V8 Vantage GTE | Richie Stanaway          | SIL 6   | SPA 1   | LMS 9   | NÜR 5   | CDA 4   | FUJ     | SHA 5   | BHR 7   |         | 9°  | 78    | 5° | 100   |
| 2015      | LMGTE Am  | Aston Martin V8 Vantage GTE | Pedro Lamy               | SIL 1   | SPA 1   | LMS NC  | NÜR 2   | CDA 5   | FUJ 2   | SHA 2   | BHR 1   |         | 3°  | 144   | 3° | 144   |
| 2015      | LMGTE Am  | Aston Martin V8 Vantage GTE | Mathias Lauda            | SIL 1   | SPA 1   | LMS NC  | NÜR 2   | CDA 5   | FUJ 2   | SHA 2   | BHR 1   |         | 3°  | 144   | 3° | 144   |
| 2015      | LMGTE Am  | Aston Martin V8 Vantage GTE | Paul Dalla Lana          | SIL 1   | SPA 1   | LMS NC  | NÜR 2   | CDA 5   | FUJ 2   | SHA 2   | BHR 1   |         | 3°  | 144   | 3° | 144   |
| 2015      | LMGTE Am  | Aston Martin V8 Vantage GTE | Francesco Castellacci    | SIL 4   | SPA 6   | LMS Rit | NÜR 7   | CDA 6   | FUJ 7   | SHA 6   | BHR 7   |         | 9°  | 54    | 6° | 54    |
| 2015      | LMGTE Am  | Aston Martin V8 Vantage GTE | Stuart Hall              | SIL 4   | SPA 6   | LMS Rit | NÜR 7   | CDA 6   | FUJ 7   | SHA 6   | BHR 7   |         | 9°  | 54    | 6° | 54    |
| 2015      | LMGTE Am  | Aston Martin V8 Vantage GTE | Roald Goethe             | SIL 4   | SPA 6   | LMS Rit | NÜR 7   | CDA     | FUJ     | SHA     | BHR 7   |         | 34° | 2     | 6° | 54    |
| 2015      | LMGTE Am  | Aston Martin V8 Vantage GTE | Benny Simonsen           | SIL     | SPA     | LMS     | NÜR     | CDA 6   | FUJ     | SHA     | BHR     |         | 38° | 0,5   | 6° | 54    |
| 2015      | LMGTE Am  | Aston Martin V8 Vantage GTE | Liam Griffin             | SIL     | SPA     | LMS     | NÜR     | CDA     | FUJ 7   | SHA 6   | BHR     |         | 37° | 1     | 6° | 54    |
| 2016      | LMGTE Pro | Aston Martin V8 Vantage GTE | Marco Sørensen           | SIL 3   | SPA Rit | LMS 2   | NÜR 3   | MES 3   | CDA 1   | FUJ 5   | SHA 4   | BHR 1   | 1°  | 156   | 1° | 156   |
| 2016      | LMGTE Pro | Aston Martin V8 Vantage GTE | Nicki Thiim              | SIL 3   | SPA Rit | LMS 2   | NÜR 3   | MES 3   | CDA 1   | FUJ 5   | SHA 4   | BHR 1   | 1°  | 156   | 1° | 156   |
| 2016      | LMGTE Pro | Aston Martin V8 Vantage GTE | Darren Turner            | SIL 3   | SPA Rit | LMS 2   | NÜR 5   | MES 1   | CDA 5   | FUJ 6   | SHA Rit | BHR 5   | 6°  | 115   | 1° | 156   |
| 2016      | LMGTE Pro | Aston Martin V8 Vantage GTE | Richie Stanaway          | SIL Rit | SPA 3   | LMS 3   | NÜR 5   | MES 1   | CDA     | FUJ 6   | SHA Rit | BHR     | 7°  | 88    | 6° | 109   |
| 2016      | LMGTE Pro | Aston Martin V8 Vantage GTE | Fernando Rees            | SIL Rit | SPA 3   | LMS 3   | NÜR     | MES     | CDA 5   | FUJ     | SHA     | BHR     | 12° | 55    | 6° | 109   |
| 2016      | LMGTE Pro | Aston Martin V8 Vantage GTE | Jonathan Adam            | SIL     | SPA 3   | LMS 3   | NÜR     | MES     | CDA     | FUJ     | SHA     | BHR 5   | 10° | 56    | 6° | 109   |
| 2016      | LMGTE Am  | Aston Martin V8 Vantage GTE | Pedro Lamy               | SIL 2   | SPA 1   | LMS Rit | NÜR 1   | MES Rit | CDA 1   | FUJ 1   | SHA 1   | BHR Rit | 3°  | 149   | 1° | 156   |
| 2016      | LMGTE Am  | Aston Martin V8 Vantage GTE | Mathias Lauda            | SIL 2   | SPA 1   | LMS Rit | NÜR 1   | MES Rit | CDA 1   | FUJ 1   | SHA 1   | BHR Rit | 3°  | 149   | 1° | 156   |
| 2016      | LMGTE Am  | Aston Martin V8 Vantage GTE | Paul Dalla Lana          | SIL 2   | SPA 1   | LMS Rit | NÜR 1   | MES Rit | CDA 1   | FUJ 1   | SHA 1   | BHR Rit | 3°  | 149   | 1° | 156   |
| 2016      | LMGTE Am  | Aston Martin V8 Vantage GTE | Andrew Howard            | SIL     | SPA     | LMS 4   | NÜR     | MES     | CDA     | FUJ     | SHA     | BHR     | 11° | 24    | –  | –     |
| 2016      | LMGTE Am  | Aston Martin V8 Vantage GTE | Gary Hirsch              | SIL     | SPA     | LMS 4   | NÜR     | MES     | CDA     | FUJ     | SHA     | BHR     | 11° | 24    | –  | –     |
| 2016      | LMGTE Am  | Aston Martin V8 Vantage GTE | Liam Griffin             | SIL     | SPA     | LMS 4   | NÜR     | MES     | CDA     | FUJ     | SHA     | BHR     | 11° | 24    | –  | –     |
| 2017      | LMGTE Pro | Aston Martin V8 Vantage GTE | Marco Sørensen           | SIL 6   | SPA 8   | LMS 5   | NÜR 4   | MES 1   | CDA 4   | FUJ 7   | SHA 5   | BHR 7   | 6°  | 104   | 5° | 104   |
| 2017      | LMGTE Pro | Aston Martin V8 Vantage GTE | Nicki Thiim              | SIL 6   | SPA 8   | LMS 5   | NÜR 4   | MES 1   | CDA 4   | FUJ 7   | SHA 5   | BHR 7   | 6°  | 104   | 5° | 104   |
| 2017      | LMGTE Pro | Aston Martin V8 Vantage GTE | Richie Stanaway          | SIL 6   | SPA 8   | LMS 5   | NÜR     | MES     | CDA     | FUJ     | SHA     | BHR     | 14° | 32    | 5° | 104   |
| 2017      | LMGTE Pro | Aston Martin V8 Vantage GTE | Darren Turner            | SIL 7   | SPA 7   | LMS 1   | NÜR 7   | MES Rit | CDA 5   | FUJ 6   | SHA 8   | BHR 6   | 7°  | 101   | 6° | 101   |
| 2017      | LMGTE Pro | Aston Martin V8 Vantage GTE | Jonathan Adam            | SIL 7   | SPA 7   | LMS 1   | NÜR 7   | MES Rit | CDA 5   | FUJ 6   | SHA 8   | BHR 6   | 7°  | 101   | 6° | 101   |
| 2017      | LMGTE Pro | Aston Martin V8 Vantage GTE | Daniel Serra             | SIL 7   | SPA 7   | LMS 1   | NÜR 7   | MES Rit | CDA 5   | FUJ     | SHA     | BHR     | 9°  | 79    | 6° | 101   |
| 2017      | LMGTE Am  | Aston Martin V8 Vantage GTE | Pedro Lamy               | SIL 2   | SPA 1   | LMS 4   | NÜR 3   | MES 2   | CDA 1   | FUJ 5   | SHA 1   | BHR 1   | 1°  | 192   | 1° | 198   |
| 2017      | LMGTE Am  | Aston Martin V8 Vantage GTE | Mathias Lauda            | SIL 2   | SPA 1   | LMS 4   | NÜR 3   | MES 2   | CDA 1   | FUJ 5   | SHA 1   | BHR 1   | 1°  | 192   | 1° | 198   |
| 2017      | LMGTE Am  | Aston Martin V8 Vantage GTE | Paul Dalla Lana          | SIL 2   | SPA 1   | LMS 4   | NÜR 3   | MES 2   | CDA 1   | FUJ 5   | SHA 1   | BHR 1   | 1°  | 192   | 1° | 198   |
| 2018-2019 | LMGTE Pro | Aston Martin Vantage AMR    | Marco Sørensen           | SPA 7   | LMS 5   | SIL 17  | FUJ 6   | SHA 1   | SEB 9   | SPA 7   | LMS Rit |         | 9°  | 65,5  | 4° | 136   |
| 2018-2019 | LMGTE Pro | Aston Martin Vantage AMR    | Nicki Thiim              | SPA 7   | LMS 5   | SIL 17  | FUJ 6   | SHA 1   | SEB 9   | SPA 7   | LMS Rit |         | 9°  | 65,5  | 4° | 136   |
| 2018-2019 | LMGTE Pro | Aston Martin Vantage AMR    | Darren Turner            | SPA 7   | LMS 5   | SIL     | FUJ     | SHA     | SEB 9   | SPA     | LMS Rit |         | 18° | 25    | 4° | 136   |
| 2018-2019 | LMGTE Pro | Aston Martin Vantage AMR    | Alex Lynn                | SPA 6   | LMS 13  | SIL 4   | FUJ 9   | SHA 4   | SEB 8   | SPA 1   | LMS 14  |         | 8°  | 66    | 4° | 136   |
| 2018-2019 | LMGTE Pro | Aston Martin Vantage AMR    | Maxime Martin            | SPA 6   | LMS 13  | SIL 4   | FUJ 9   | SHA 4   | SEB 8   | SPA 1   | LMS 14  |         | 8°  | 66    | 4° | 136   |
| 2018-2019 | LMGTE Pro | Aston Martin Vantage AMR    | Jonathan Adam            | SPA 6   | LMS 13  | SIL 8   | FUJ 13  | SHA 18  | SEB 15  | SPA     | LMS 14  |         | 21° | 16    | 4° | 136   |
| 2018-2019 | LMGTE Am  | Aston Martin V8 Vantage GTE | Pedro Lamy               | SPA 1   | LMS Rit | SIL 4   | FUJ 3   | SHA 5   | SEB 8   | SPA 6   | LMS Rit |         | 8°  | 77    | 7° | 77    |
| 2018-2019 | LMGTE Am  | Aston Martin V8 Vantage GTE | Mathias Lauda            | SPA 1   | LMS Rit | SIL 4   | FUJ 3   | SHA 5   | SEB 8   | SPA 6   | LMS Rit |         | 8°  | 77    | 7° | 77    |
| 2018-2019 | LMGTE Am  | Aston Martin V8 Vantage GTE | Paul Dalla Lana          | SPA 1   | LMS Rit | SIL 4   | FUJ 3   | SHA 5   | SEB 8   | SPA 6   | LMS Rit |         | 8°  | 77    | 7° | 77    |
| 2019-2020 | LMGTE Pro | Aston Martin Vantage AMR    | Marco Sørensen           | SIL 5   | FUJ 1   | SHA 5   | BHR 1   | CDA 1   | SPA 2   | LMS 3   | BHR 5   |         | 1°  | 172   | 1° | 332   |
| 2019-2020 | LMGTE Pro | Aston Martin Vantage AMR    | Nicki Thiim              | SIL 5   | FUJ 1   | SHA 5   | BHR 1   | CDA 1   | SPA 2   | LMS 3   | BHR 5   |         | 1°  | 172   | 1° | 332   |
| 2019-2020 | LMGTE Pro | Aston Martin Vantage AMR    | Richard Westbrook        | SIL     | FUJ     | SHA     | BHR     | CDA     | SPA     | LMS 3   | BHR 4   |         | 10° | 48    | 1° | 332   |
| 2019-2020 | LMGTE Pro | Aston Martin Vantage AMR    | Maxime Martin            | SIL 3   | FUJ 3   | SHA 4   | BHR 3   | CDA 4   | SPA 3   | LMS 1   | BHR 4   |         | 2°  | 160   | 1° | 332   |
| 2019-2020 | LMGTE Pro | Aston Martin Vantage AMR    | Alex Lynn                | SIL 3   | FUJ 3   | SHA 4   | BHR 3   | CDA 4   | SPA 3   | LMS 1   | BHR     |         | 4°  | 142   | 1° | 332   |
| 2019-2020 | LMGTE Pro | Aston Martin Vantage AMR    | Harry Tincknell          | SIL     | FUJ     | SHA     | BHR     | CDA     | SPA     | LMS 1   | BHR     |         | 9°  | 50    | 1° | 332   |
| 2019-2020 | LMGTE Am  | Aston Martin Vantage AMR    | Paul Dalla Lana          | SIL 2   | FUJ 11  | SHA 3   | BHR 2   | CDA 2   | SPA 9   | LMS 6   | BHR 9   |         | 7°  | 100,5 | 6° | 100,5 |
| 2019-2020 | LMGTE Am  | Aston Martin Vantage AMR    | Ross Gunn                | SIL 2   | FUJ 11  | SHA 3   | BHR 2   | CDA 2   | SPA 9   | LMS 6   | BHR 9   |         | 7°  | 100,5 | 6° | 100,5 |
| 2019-2020 | LMGTE Am  | Aston Martin Vantage AMR    | Darren Turner            | SIL 2   | FUJ 11  | SHA 3   | BHR 2   | CDA 2   | SPA     | LMS     | BHR     |         | 11° | 78,5  | 6° | 100,5 |
| 2019-2020 | LMGTE Am  | Aston Martin Vantage AMR    | Augusto Farfus           | SIL     | FUJ     | SHA     | BHR     | CDA     | SPA 9   | LMS 6   | BHR     |         | 23° | 18    | 6° | 100,5 |
| 2019-2020 | LMGTE Am  | Aston Martin Vantage AMR    | Pedro Lamy               | SIL     | FUJ     | SHA     | BHR     | CDA     | SPA     | LMS     | BHR 9   |         | 33° | 4     | 6° | 100,5 |
| 2021      | LMGTE Am  | Aston Martin Vantage AMR    | Marcos Gomes             | SPA 6   | POR 4   | MNZ 2   | LMS Rit | BHR 4   | BHR 10  |         |         |         | 8°  | 58    | 8° | 58    |
| 2021      | LMGTE Am  | Aston Martin Vantage AMR    | Paul Dalla Lana          | SPA 6   | POR 4   | MNZ 2   | LMS Rit | BHR 4   | BHR 10  |         |         |         | 8°  | 58    | 8° | 58    |
| 2021      | LMGTE Am  | Aston Martin Vantage AMR    | Augusto Farfus           | SPA 6   | POR 4   | MNZ 2   | LMS     | BHR 4   | BHR 10  |         |         |         | 8°  | 58    | 8° | 58    |
| 2021      | LMGTE Am  | Aston Martin Vantage AMR    | Nicki Thiim              | SPA     | POR     | MNZ     | LMS Rit | BHR     | BHR     |         |         |         | NC  | 0     | 8° | 58    |